# 九二共識
九二共識是海峽兩岸關係相關的政治術語，指獲得海峡两岸官方授權的民間組織海峡两岸关系协会与海峽交流基金會，在1992年經由九二香港會談及其後函电往来，所達成的非正式共識。當時對於一個中國的定義與如何追求中國統一上出現歧異，雙方只在「兩岸事務性商談應與政治性議題無關，在事務性協商中可以不涉及一個中國的政治意涵。」達成共同意见。
因為雙方未進行官方正式簽署協定文件，只存在非正式的口頭協商與電文往來，中华人民共和国政府与中华民国政府各自解釋了會談內容，雙方同時皆拒絕接受對方的解釋。2000年，中華民國大陸委員會主任委员蘇起在卸任前首次提出九二共識這個名詞，並將其解釋為「一個中國，各自表述」；這個解釋被中華人民共和國（中国大陆）方面否定，認為是惡意扭曲。中國國民黨於馬英九執政時期，再度提出「互不承認主權、互不否認治權」，主張「一中」是「中華民國」的九二共識，同中华人民共和国方面的一個中國原則相悖，未獲接受。因為雙方各自說明的內容不同，對於當時是否實際達成共識，長期成為爭論焦點。
以中華人民共和國方面的立場而言，九二共識為各自以口頭方式表述「海峽兩岸均坚持同屬一個中國，共同努力謀求國家統一」，反對“一個中國，各自表述”。中共中央在2021年發表的《关于党的百年奋斗重大成就和历史经验的决议》中主張應是「一個中國原則的九二共識」，要求台灣必須在接受该共識的前提上與中國大陆进行交往。
中華民國方面的立场则因政黨輪替致使歷届政府對九二共識存有不同观点。民主進步黨的蔡英文曾於2011年提出臺灣共識取代九二共識作為談判基礎，在其于2016年当选總統之後亦對於九二共識的內涵做出質疑，主張海峽兩岸互不隸屬。當前各方對九二共識有不同的詮釋：中國國民黨、新黨、親民黨及中華統一促進黨等反对台湾独立的组织和团体認同存在九二共識。民主進步黨、時代力量、社會民主黨、台灣基進等持臺灣本土立場的政黨僅承認有九二香港會談的歷史事實，但因爲各自表述等解釋不被中華人民共和國政府承認，而臺灣各方也都不承認中华人民共和国政府有关「一中框架」的解釋，進而認爲雙方實際上並沒有共識，也即不承認「九二共識」之存在。

## 概述
九二共識最早起源於1992年香港會談。1992年11月，中華民國政府和中華人民共和國政府分別授權的非官方組織海峽交流基金會、海峽兩岸關係協會舉行香港會談，討論「文書驗證」及「掛號函件」等事宜如何進行。在會談上，中國大陸海協會提出「一個中國」政治性議題，但雙方認知分歧，在會談結束前無法獲得具體結果。
香港商谈结束后，海协会与海基会就表述坚持一个中国原则的方案进行了一系列函电往来。海協會提出了五個表述方案，海基會則先後提出了八個表述方案。1992年11月3日，台灣海基會提出的第八個表述方案為：「雙方雖均堅持一個中國的原則，但對於一個中國的涵義，認知各有不同」，大陸海协会在11月16日回函中提出表述方案為：「海峡两岸都坚持一个中国的原则，努力谋求国家统一。但在海峡两岸事务性商谈中，不涉及一个中国的政治涵义」，并以附件的方式将海基会提出的第八方案附在这封回函中。12月3日，海基會對海協會的复函表示歡迎，並強調「我方始終認為：兩岸事務性之商談，應與政治性之議題無關，且兩岸對『一個中國』之涵義，認知顯有不同。我方為謀求問題之解決，建議以口頭各自說明。至於口頭說明之具體內容，我方已於十一月三日發布之新聞稿中明白表示，將根據『國家統一綱領』及國家統一委員會本年八月一日對於『一個中國』涵義所作決議加以表達。」
海协会认为两会在各自以口头方式表述“海峡两岸均坚持一个中国原则”达成共识（非正式简称“各表一中”），但认为两会不曾就一个中国的政治涵义进行讨论，也没有达成在一个中国的政治内涵上“各自表述”的共识。
九二共識這個名詞在談判後沒有馬上出現。因為它只是經由兩個官方授權的非官方組織（海基會與海協會）口頭協商形成的不成文共識，沒有簽署正式文件，雙方認知與表述也不完全相同。双方曾各使用“一九九二年两会共识”、“1992年11月两会共识”等名称来描述这一共识。對於「兩岸事務性商談應與政治性議題無關」的雙方共同交集，當時海基會會長辜振甫曾稱此為九二諒解（1992 Understanding），包括邱進益、陳明通與薄瑞光都有類似見解。
1995年，中華民國陸委會主委焦仁和提出「一個中國，各自表述」的說法，希望作為兩岸對談的基礎，但被中華人民共和國方面拒絕。1999年，中華民國李登輝總統在訪談中提出了特殊的國與國關係（常被簡稱為兩國論，日後李登輝對楊甦棣解釋是得到中共中央總書記江澤民預備對國際片面宣布與中華民國方面已達成統一共識的情報因而反制）。海峽兩岸關係協會副會長唐樹備認為中華民國政府與中華人民共和國政府雙方在1992年香港會談後已經達成共識，雙方皆認同一個中國原則，但這個原則卻遭到兩國論破壞。在兩國論提出後，中華人民共和國方面關閉了交流管道，要求台灣盡速回到一個中國原則，中華民國行政院大陸委員會（以下簡稱「陸委會」）表示應回到「一個中國，各自表述」的共識。2000年，時逢中華民國總統大選結束後、政權移交前，3月28日新黨立委馮滬祥開始提出政府應採用九二共識，4月28日陸委會主委蘇起首次將九二共識與「一個中國，各自表述」連結。2006年，面對李登輝的批評，發明該名詞的蘇起坦承「九二共識」是他為重新包裝「一中各表」而自創的專有名詞。
2005年，當時的國民黨主席連戰訪問中國大陸與中共中央總書記胡錦濤會晤之後，中共與國民黨共同承諾將推動九二共識。因此，九二共識成為國民黨對中華人民共和國的指導方針，九二共識的字眼也首次出現在中華人民共和國的官方文件上，成為對台方針的组成部分。2008年5月20日以後，在馬英九總統任內，九二共識被正式確立，海峽兩岸簽訂ECFA協定以及兩岸領導人會面，被認為是基于九二共識取得的最大成就。
支持者認為，「九二共識」意在消去政治分歧，加强民族認同，是兩岸達成和平的政策，在此基礎上能够促進經濟上的互利以及政治上的互信，有利於區域穩定，維持兩岸和平，促進中國統一。
反对者認為，九二會談並未達成「共識」。中華民國政府基于中华民国宪法认為「一個中國」就是中華民國，中国国民党认为“九二共识”的实质是“一个中国，各自表述”；中華人民共和國政府和中国共产党則始終而强调「两岸同属一个中国」，拒絕承認九二共识包括「各自表述」，堅持两岸事务性商谈不得涉及「一個中國」的具体政治涵義。雙方對「各自表述」的範疇界定不同，其實並無「共識」可言。

## 共識內容
中華民國代表在談判時，根據《國統綱領》與國家統一委員會發布的‘一個中國’涵義所作決議，希望雙方同意「一個中國，各自表述」。而中華人民共和國代表，要求雙方接受「一個中國原則」，拒絕接受可以表述中華民國存在的立場，為雙方主要的分歧點。
中華人民共和國方面認定的九二共識內容為雙方共同支持一個中國原則，追求中國統一，反對台灣方面解釋為容許一個中國，各自表述。台灣方面在談判初期提出的「一個中國，各自表述」這個方案，經中國國民黨解釋為中國同意接受一中各表，常見用「一中各表」來解釋九二共識。民進黨認為，談判中提出的「一個中國，各自表述」，未被中华人民共和国政府所接受，因此雙方未達成共識，反對稱為九二共識。
概括目前各方所認定九二共識的立場為：
- 中華人民共和國政府認為，一个中国原则為「世界上只有一个中国，中华人民共和国政府是代表中国的唯一合法政府，大陆和台湾同属一个中国，中国的主权和领土完整不容分割」。九二共識是指，“海峡两岸都坚持一个中国的原则，努力谋求国家统一。但在海峡两岸事务性商谈中，不涉及一个中国的政治涵义”。[31]。將九二共識解釋為一個中國原則，反對一個中國，各自表述[32]。

- 中華民國各政黨對九二共識並未達成共識
  - 中國國民黨認為，九二共識核心內容與精神是「一個中國、各自表述」與「交流、對話」。雙方共同認同「一個中國」，臺灣方面認為「一個中國」是「中華民國」，但同意北京方面可以認為一中是中华人民共和国[33]。雙方進行交流，以利於海峽兩岸各項談判進行。此外，雙方都共同反對不承認「九二共識」的各派力量。
  - 民主進步黨和台湾团结联盟等，承認九二香港會談的歷史事實，但不承認存在「九二共識」。他們主張九二共識是中國國民黨與中國共產黨兩黨私下所形成的共識，不代表台灣社会整體意見。[34][35][36][37][38]主張以民主程序建立的新共識來取代。

## 九二共識雙方觀點比較
|                              | 海协会（中国大陆方面） | 海基会（台湾方面） |
| ---------------------------- | --- | --- |
| 會議過程                     | 在1992年香港會談中，中國大陆代表主動提出對於「一個中國」與「追求統一」的討論，雙方同意在事務性協商中可以不討論一個中國的內涵，但雙方對於一個中國的實質內容無法達成共識。雙方同意不簽署正式文件，各自以口頭方式發布結論。大陸代表撤離會場。口頭結論的內容，在後續以書面溝通。 | 對於中國大陸代表提議討論中國統一，台湾海基會代表根據《國統綱領》作回覆，提案全數遭拒絕。雙方同意不簽署正式文件，各自以口頭方式發布結論。因為雙方無法對口頭發布結論的內容達成共識，中國大陸代表撤離會場，台灣代表也回到旅館，以書面方式繼續溝通。 |
| 會後書信                     | 在會後，台灣海基會陸續發出八個書面表述方面給中國大陆代表，大陸代表在修改後，陸續回覆五個方案，雙方無法達成共識。大陸代表最後發出第五案，要點為：“海峽兩岸都堅持一個中國的原則，努力謀求國家的統一。在事务性商谈中，只要表明坚持一个中国原则的态度，可以不涉及『一个中国』的政治涵义”。並附上海基會書面第八方案，但未提及其口頭表述與書面方案中的差異。此後，中國大陸代表停止協商。 | 會後書信討論中，海基會提出八個口頭表述方案，皆遭拒絕。中國大陸提出的五個口頭表述方案，台灣也不同意。其中第八案口頭表述要點為：「雙方皆堅持一個中國原則，但對於一個中國的涵義，認知各有不同」。中華人民共和國回覆第五案，基於第八案，加入「努力謀求國家統一」，但刪除「對於一個中國的涵義，認知各有不同」此句。海基會對中華人民共和國第五案覆函中，對於中國大陸代表提出的方案，禮貌性表示尊重及歡迎，但未正面表示是否同意，只表示雙方立場明顯不同。之後中國大陸停止協商，未做出任何回應。 |
| 會後結果                     | 中國大陸代表在提出大陸方面第五案，未獲得台灣同意。中國大陸方面關閉協商管道，中國大陸代表直接返回中國大陸。未有正式簽署文件記錄，未發布口頭結論。 | 在中國大陸代表提出大陸方面第五案後，關閉討論，直接返回中國大陸。台灣代表團在旅館等待二天，未獲回應。中華民國行政院長郝柏村指示，拒絕接受中國大陸方面的政治勒索，撤回台灣代表團。陸委會副主委馬英九向新聞界發布，雙方立場差距過大，談判破裂。海基會談判代表辜振甫等人以及中華民國政府官方当时認為雙方“在會談中未達成共識”。雙方未有正式簽署認可的記錄，未發布口頭結論。 |
| 官方結論                     | 在2000年後，中國大陸官方歸納九二共識為：「两岸都坚持一个中国的原则，共同努力谋求国家统一」，兩岸共同反對“两个中国”、“一中一台”，不承认共識內容可以被歸結為「一個中國、各自表述」。以此與中國國民黨進行協商，但未與中華民國政府達成共識。 | 2000年總統大選後，民進黨勝選，蘇起在卸任前提出「九二共識」，認為其內涵為「一個中國、各自表述」，為當年達成的共識內容。中國國民黨以九二共識與一中各表的名義，與中國共產黨進行後續民間交流。中華民國政府官方未正式承認九二共識。 |
| 两岸對「一个中国」原则的差異 | 中華人民共和國的一個中國原則為：「台湾是中华人民共和国的神圣领土的一部分。世界上只有一个中国，大陆和台湾同属一个中国，中华人民共和国政府是代表全中国的唯一合法政府，中国的主权和领土完整不容分割。」不承認中華民國的存在與法律地位。 | 中華民國認為，根據《中華民國憲法》，中華民國擁有中國完整主權，是中國唯一合法代表；但在現實上，承認中華民國治权范围仅包含台湾、澎湖、金门、马祖等在內的自由地區。默認大陸地區為對等政治實體，但對於中華人民共和國的存在與法律地位則未曾被定義。 |
| 两岸對谋求国家统一的差異     | 中華人民共和國主張台灣為其領土，中華民國已經不存在。台灣應回歸中華人民共和國，实现中國统一。可以根据一國兩制方针，设立台湾特别行政区，给予台湾高度自治。在国际上代表中国的只能是中华人民共和国政府。 | 根據《中華民國憲法》與《國統綱領》，中華民國主張自身為獨立主權國家，不歸屬於中華人民共和國，在民主、自由、均富的共識與保障人權，尊重台灣地區人民意願等前提下，雙方可經由合作談判，共同重建一個統一的中國。 |
| 現今官方態度                 | 中共中央總書記習近平發布的對台方針中，以「一個中國的九二共識」作為基礎。要求台灣當局先承認中華人民共和國的一個中國原則，推動中國統一，在此前提下，就可以進行兩岸談判。中國大陸同意，對台灣可以採取一國兩制。因台灣當局拒絕接受，大陆政府關閉與台灣當局的官方談判。 | 在蔡英文政府執政後，提出台灣共識，主張與中華人民共和國的任何協商，必須在台灣民意接受的前提下才能推動。大陆政府關閉與台灣政府間的協商管道。在野的中國國民黨與前總統馬英九，主張台灣政府應回歸「原汁原味的九二共識」，也就是憲法一中與一中各表，與中國大陸繼續進行兩岸談判，爭取對台灣的優惠政策。 |

## 台灣方面歷史
2000年4月28日，時任中華民國行政院大陸委員會主任委員的蘇起為了重新包装「一個中國，各自表述」，创立了“九二共识”这一名詞以形容1992年雙方經過正式換文後同時確定海基会表述的过程。適逢中華民國總統选举結束後、政權移交前，該名詞隨後列入中國國民黨的黨綱之中。
2005年，时任中國國民黨主席連戰訪問中國大陸，與時任中共中央總書記胡锦涛會面後，中国共产党和中華人民共和國政府開始在正式文件上使用“九二共識”，并将其阐述为「各自以口頭方式表述海峽兩岸均堅持一個中國原則的共識」。这一阐述被非正式地简称为“各表一中”。
2016年5月20日，蔡英文就任中華民國總統後，僅承認在香港有九二會談的事實，因為民進黨理解的狀況是，當時會談的雙方對「中國」的定義（究竟是中華民國還是中華人民共和國）以及表述存有歧見，故不予承認有相關共識。
2019年1月10日，蘇起接受媒體專訪時指出，「九二共識」是他在2000年時提出，希望避開「一中」，也避開「各表」，以讓兩岸在民進黨執政時仍能各自保有模糊空間持續和解、避免戰爭。
2020年9月6日，中国国民党举行第20届第4次全国代表大会，会中提出要以基于中华民国宪法的“九二共识”延续两岸互动。2021年8月11日，中國國民黨主席江啟臣重提此論述，並稱之為「憲法九二」。
2023年2月，行政院長陈建仁、陆委会副主委李丽珍表示九二共识就是一国两制。中共中央台办发言人朱凤莲表示，九二共识与一国两制是有明显区别的两个概念。

### 李登輝主政時期

#### 九二香港會談
1991年，中華民國總統李登輝宣布終止動員戡亂時期，並設立海基會，準備與中国大陆方面接觸，開始協商與談判。但雙方在政治立場上最大的問題就是關於一個中國原则。中国大陆方面主張中华人民共和国政府是代表中国的唯一合法政府，台灣是中國的一部分，堅決反對台獨；但台灣方面宣稱，根據《中華民國憲法》，中華民國政府才是中國的唯一合法政府，中華民國擁有包括大陸在内的中國的主權。為了解決這個自1949年之後久已存在的爭論，雙方於是開始了一連串的談判工作。
1992年8月1日，中華民國國家統一委員會對於“一個中國”的涵義作出決議稱：
海峽兩岸均堅持一個中國之原則，但雙方所賦予之涵義有所不同，中共當局認爲一個中國即爲中華人民共和國，將來統一後，台灣將成爲其管轄下的一個特別行政區。台方則認爲一個中國應指1912年成立迄今之中華民國，其主權及于整個中國，但目前之治權，則僅及于台澎金馬。台灣固爲中國之一部分，但大陸亦爲中國之一部分。
10月，臺灣方面的非官方組織「海峽交流基金會」（以下簡稱海基會）代表中华民国政府，中華人民共和國方面的非官方組織「海峽兩岸關係協會」（以下簡稱海協會）代表中华人民共和国政府，在香港舉行會談。會談中，雙方就「一個中國」的論題分別提出了多項表述方案，雙方在13個口頭表述方案皆未達成共識。中華人民共和國海協會代表中止談判，逕行返回中華人民共和國。11月3日，海基會發表新聞稿並致函海協會稱，對一個中國原則“應有所表述”，“我方將根據‘國家統一綱領’和國家統一委員會本年八月一日對於‘一個中國’涵義所作決議，加以表達”。台灣海基會代表停留到11月5日，見會談無法恢復，返回台灣。
11月6日，陸委會副主委馬英九表示，在香港會談中，一個中國的「表述」問題無交集、無共識，“中共向我方政治勒索、缺乏誠意”。
商談功虧一簣的原因有四：……2、大陸海協會既然派員赴港進行商談，理應在上述議題得到具體結果之後，再行離港，海協會代表卻不顧海基會繼續商談的要求，逕行返回大陸。此外，海協會明知雙方就有關「一個中國」的「表述」問題並無交集，卻對外一再揚言，雙方已獲得共識。這種言不顧行，行不顧言的作風，錯失達成協議的良機。
行政院長郝柏村說：
共產黨一向視談判為鬥爭手段，我們對海基會與大陸海協會在香港會談一事，不必期望太高，也不必介意會談沒有具體結果。
會談結束後，雙方在旅館以電話與書信方式，繼續就「一個中國」的論題交換意見。海基會則先后提出了八個表述方案，海協會回覆了五個表述方案。海基會第八案內容為
在海峽兩岸共同努力謀求國家統一的過程中，雙方雖均堅持一個中國的原則，但對於一個中國的涵義，認知各有不同。
11月16日海協會致函海基會，回覆第5案，告知海協會的口頭表述要點為：
海峽兩岸都堅持一個中國的原則，努力謀求國家的統一。在事务性商谈中，只要表明坚持一个中国原则的态度，可以不涉及“一个中国”的政治涵义，表述的方式可以充分讨论，并愿意听取海基会和台湾各界人士的意见。
，作為雙方彼此接受的共識內容。此函同时附有海基会之前所提的第八個表述方案，但回覆中未說明刪改原因。12月3日，海基會回函，對海協會的口頭表述要點禮貌性表示「尊重」與「歡迎」，但未聲明同意。海協會代表之後中止回應。
中國方面在1997年後認為雙方在1992年會談中，達成了雙方認同「堅持一個中國原則，努力謀求國家統一」的共識。如海協會副會長唐樹備在2011年11月25日參與港臺政经论坛時，認為，當年海基會的回函，代表兩會已達成共識，同意海協會的口頭表述要點，海峽兩岸都堅持一個中國的原則，努力謀求國家的統一。
2016年，前中共中央台灣工作辦公室副主任王在希在接見台灣31所大專青年訪問團時，表示中國大陸在九二香港會談中的態度，堅持的是兩岸「各表一中」，而不是台灣方面所稱的「一中各表」。在主權問題上，必須堅持中國只有一個，沒有模糊空間。
台灣方面則否認曾經同意過「堅持一個中國原則」，認為台灣提出的是「一個中國，各自表述」。如海基會董事長辜振甫於2001年3月1日發表談話，回顧九二香港會談過程時，認為中華人民共和國理解的共識是「兩岸均堅持一中原則」，但台灣理解的共識為「一中互表」，雙方的理解有差距，造成爭議：
1992年會談期間，兩會曾先後交換十三個版本的表述方案，隨後並有口頭表述方案，中共稱雙方已達成「兩岸均堅持一個中國原則」的共識，但台灣所理解的共識卻是「一個中國，各自以口頭表述」，隨後即擱置該項爭議。

在其回憶錄中也否認在香港會談時雙方曾就「一個中國」的認知達成任何共識：
大陸將香港會談的結果以及後續的發展，片面宣稱為：雙方以口頭聲明的方式確認「海峽兩岸均堅持一個中國的原則」，隨後進一步說「兩岸均堅持一個中國原則」是1992年兩岸兩會的共識。這種說法與事實經過不符。台灣各界則一直以「一個中國、各自表述」作為1992年兩岸會談過程及結果的簡稱。
當時許惠祐以海基會法律服務處處長身分代表海基會參與九二香港會談。在2001年受訪時，認為參與香港會談時雙方就一個中國問題並無共識，雖然海基會於會談後電傳海協會建議對此問題「各說各話」，海協會也僅以傳真回覆表示「尊重」，而尊重和「同意」、「承認」有相當距離，況且，1992年之後，中華人民共和國方面也從未公開承認「一個中國、各自表述」。許惠祐指出，九二共識是蘇起在2000年的新發明，中國大陸方面的九二共識就是「一個中國原則」。
時任海基會秘書長、曾參與督導九二香港會談的陳榮傑表示，海協會1992年11月16日致海基會的信函確認：「在海峽兩岸事務性商談中，不涉及『一個中國』的政治涵義」。在協商文書查證的過程，雙方對「一個中國內涵認知不同」，於是彼此同意以「囗頭聲明的方式，各自表述」。「身為國家的領導人，馬英九總統既然知道所謂的『九二共識』與『一中各表』有所差距，而且『一中各表』與『一個中國』也有差距，何能便宜行事，刻意予以模糊？」「經過加工包裝的九二共識是非常不妥的表述方式。扭曲真相，誤導大眾，落入陷阱而不自知。」
於1992年擔任陸委會主委的高孔廉，在2000年接受訪問時，稱當時台灣方面的立場為「雙方雖均堅持一個中國原則，但對一個中國的涵義，認知各有不同」，但中國大陸拒絕接受，移除了「對一個中國的涵義，認知各有不同」這個段落，與台灣當時立場有很大差距。
時任中華民國總統的李登輝在卸任後，曾多次公開否認九二共識的存在。2015年5月7日總統馬英九出席陸委會主辦的「兩岸互動與交流-歷史時光迴廊特展」開幕式致詞，亮出李登輝在總統府所主持的國統會第8次會議紀錄，稱「九二共識」是在他任內決議通過。李登輝回應，1992年4月在國統會中通過的「一個中國，各自表述」是當時台灣內部的共識，不是馬英九所說，在92香港會談中出現，台灣與“中國”之間的九二共識。

#### 兩國論與一中各表
1993年，在美國召開的亞太經合會經濟領袖會議，中國大陸領導人江澤民在會議中提出，一個中國即是中華人民共和國，台灣是中國的一個省。中華民國特使江丙坤提出階段性兩個中國，主張中華民國與中華人民共和國在現況下為兩個互不隸屬的主權國家。
1995年，海基會副秘書長焦仁和首次提出以「一個中國，各自表述」來總結雙方的政治立場。同年因為李登輝總統訪問美國，造成台灣與中國大陆之間的關係趨於緊張。
1996年，爆發台灣海峽飛彈危機，中國大陸方面對一個中國，各自表述表示過反對意見，認為這不符合一個中國原則。1997年5月14日，唐樹備曾在接受採訪時，認為台灣方面將香港會談的共識歸結為「一個中國，各自表述」並不正確，認為共識是「海峽兩岸均堅持一個中國之原則」。這是大陸方面首度聲明雙方在1992年會談中曾經達成共識：
应当强调的是，海协与海基会1992年就在两会事务性商谈中『海峡两岸均坚持一个中国之原则』达成了口头共识，这一共识并未涉及『一个中国』的涵义。海协一贯主张，两岸交往中的具体问题是中国的内部事务，应本着一个中国原则协商解决；在事务性商谈中，只要表明坚持一个中国原则的态度，可以不讨论『一个中国』的政治涵义。我们认为这个共识是存在的。……一段時期以來，台灣方面把海協與海基會就兩會事務性商談中『海峽兩岸均堅持一個中國之原則』達成口頭共識，歸結為『一個中國，各自表述』，這顯然不符合當時的情況。
九二香港會談期間擔任陸委會主委的黃昆輝曾在2000年5月3日的中國時報撰文，認為在1992年香港會談中，海峽雙方達成「一個中國，各自表述」的共識。在創立台聯後，曾在2008年投書否認九二共識的存在。
1999年7月9日，中华民国总统李登輝在接受德國之聲訪問時，提出特殊的國與國關係來定位海峽兩岸關係，這個說法被簡稱為「兩國論」，根據維基解密披露，2007年李登輝和楊甦棣說是因接獲情資，認為中共中央總書記江澤民預備對國際片面宣布與中華民國方面已達成統一共識，為進行反制而提兩國論。7月11日，中共中央台灣工作辦公室發言人公開聲明，明确否定「一個中國、各自表述」，防止臺灣方面借“各自表述”將两国论等内容納入其中。
7月21日，中國大陸海協會副會長唐樹備做出評論，認為特殊兩國論違反了一個中國原則，也破壞了九二共識。這是中國大陸方面首次提出1992年兩會共識的說法：
把兩岸說成國與國之間的關係，是對「一個中國」原則粗暴的破壞，海基會某些負責人把兩岸關係說成是國與國的關係，也是對一九九二年兩會共識的粗暴破壞。

8月1日，中華民國行政院大陸委員會發表《對等、和平與雙贏 ──中華民國對「特殊國與國關係」的立場》說帖，其中表示兩岸應該回到「一個中國，各自表述」的共識：
兩岸對「一個中國」的認知一直有歧異。所以海基會與海協會於成立後的第一年會談就圍繞在「一個中國」的爭議。經過多回合談判，兩岸終在一九九二年十一月達成「一個中國，各自表述」的共識，亦即雙方自此就「一個中國」可以各說各話。
中華人民共和國方面曾多次反對一個中國，各自表述。2019年2月24日，中共中央台辦前副主任及台灣研究會副會長王在希表示：「國民黨多年來把『九二共識』解釋為『一中各表』」，「扭曲了『九二共識』的本來意義。所謂『一中各表』嚴格意義上已經『偏離了一個中國原則』」；並表示：「『堅持一個中國原則、謀求國家統一』是當時（1992年）兩岸雙方共同提出來的一致主張。如果只認同一中，不謀求統一，就不是真正的『九二共識』」。
2019年3月12日，中國大陸第十二届全國人大代表李義虎表示：「『一中各表』等主張，都是對『九二共識』表述的扭曲，與歷史原貌不相符合」。

### 陳水扁主政時期
在民進黨主政時期，先後提出四不一沒有，以及一邊一國論。陳水扁與台灣的朝野各界人士，都不同意藉由「一個中國原則」，將台灣作為中華人民共和國的一部分。

#### 總統大選前後
在2000年台灣總統大選投票前夕，唐樹備於3月10日發表談話，再度否定「一個中國，各自表述」，但認為只要堅持一個中國原則，就可以不討論一個中國的內涵：
假如台灣回到一九九二年共識的話，兩岸兩會就可以開始工作，但…… 九二年共識並非「一個中國，各自表述」。…… ，而是……「堅持一個中國，一個中國內涵可以不討論」。
2000年中華民國總統選舉，中國國民黨失敗，民進黨籍的陳水扁當選總統。陳水扁在就職前拜會陸委會，當時的陸委會主委蘇起向他解釋九二香港會談的情況與結論，以及何謂「一個中國、各自表述」；蘇起也把兩會往來等相關資料都交給陪同前往的邱義仁。
3月28日，新黨立委馮滬祥在北京接受訪問，傳達中國大陆方面希望陳水扁回到一個中國原則：
目前中共官方已統一口徑強調……如果陳水扁在演講中宣布回到『一個中國』原則，也就是回到兩岸兩會一九九二年共識，兩岸將順暢交流。
4月11日，總統當選人陳水扁與副總統當選人呂秀蓮拜會立法院新黨黨團時，新黨立院黨團召集人馮滬祥即建議陳水扁先要求中共講「一個中國原則」，即「一個中國原則」的中國不是「中華人民共和國」、不是地方對中央關係、更不能把台灣視為中华人民共和国的一個省。
4月28日，陸委會主委蘇起建議陳水扁接受九二共識，並以九二共識這個名詞，用以在字面上替代中國國民黨自1992年至2000年間使用的「一個中國、各自表述」之內涵。
根據蘇起本人於2006年2月21日的公開說明，在1992年九二香港會談後，至2000年政黨輪替前這段期間，中國國民黨對中華民國與中華人民共和國並存的現實狀況，一直想要以「一個中國、各自表述」來取得兩岸間的共識。但是中國大陆方面堅持「一個中國原則」，另一方面，即將執政的民進黨又無法接受「一中」，於是蘇起創造出「九二共識」這個新名詞，在字面上取代「一中各表」，其意思還是「一中各表」。蘇起認為，替「一中各表」換個新名字，可以緩和民進黨執政後可能對兩岸關係造成的緊張，並且為兩岸持續交流溝通找到雙方都可以接受的共同點。蘇起說，「沒想到中共接受了，美國也接受了，就是民進黨政府不願接受」。「九二共識」被蘇起創造出來之後，就被用於概括九二香港會談中，海峽兩岸就「一個中國」及其內涵進行討論所形成之見解或共識。蘇起說，「現在重點不是去吵究竟有沒有九二共識，而是有沒有更好的方案」。据維基解密披露的美國駐華大使館發出的一封電文稱，2008年3月，中國社會科學院臺灣研究所經濟室主任孫升亮向美國官員說，所謂「九二共識」，基本上是國民黨學者蘇起「所創」。美國駐華大使館特別附註，這是中國大陸方面學者首次稱「九二共識」源自蘇起。
4月29日，海基會董事長辜振甫呼籲兩岸儘速回到「一個中國、各自表述」的環境，平等協商。他希望兩岸不必深入討論「一個中國」的內涵，把它暫予擱置一邊，務實解決交往中衍生的問題。5月1日，陳長文呼籲，只要兩岸都不否認「台灣與大陸同時是中國的一部分」，兩岸的疑慮和緊張都可解除；他也說「國民黨政府後來不講『一個中國』，不是沒有信心，就是包藏禍心。」
5月12日，馮滬祥再度傳達中國大陸方面的態度，認為沒有九二共識的一個中國原則，就沒有三通，台灣也不能加入世界貿易組織：
中共在發表《對台政策白皮書》之後，就開始進行軍事準備，如果陳水扁規避九二共識，沒有『一個中國』就沒有『三通』，也沒有兩會解決問題，台灣甚至可能無法在中共之後加入世界貿易組織。

#### 就任總統後
5月20日，陳水扁正式就職中華民國總統，在就職演說中提出四不一沒有的保證。他提出「未來的一個中國」說法。他說「海峽兩岸人民源自於相同的血緣、文化和歷史背景，我們相信雙方的領導人一定有足夠的智慧與創意，秉持民主對等的原則，在既有的基礎之上，以善意營造合作的條件，共同來處理未來『一個中國』的問題」。同時他提出只要中華人民共和國政府不要堅持台灣是中華人民共和國的一部分，他隨時可以跟中華人民共和國政府進行談判。
5月28日，陸委會副主委陳明通代表主委蔡英文出席「『一個中國』的挑戰與回應──新政權與新兩岸關係」研討會時強調，中華民國新政府了解及詢問海基會有關兩岸兩會在92年就「一個中國」協商結果，發現並沒有所謂共識，「那只是一個附加條款中的東西，內容仍有爭議」。5月29日，陸委會主委蔡英文在立法院答覆質詢時表示，陸委會澄清海基會和海協會在1992年并沒有達致「一個中國，各自表述」的共識，並提出中華民國憲法從來不知道中華人民共和國的存在，「但是今天隨著兩岸互動日益密切，我們不能忽視中華人民共和國的存在，不去處理跟它的關係，但不能把它簡化成一個中國的問題。」…「所以，陳水扁總統才會表示要共同處理未來一個中國的問題，并把統一當作其中一項可能的選項。陳總統表示沒有廢除《國統綱領》的問題，就是要在這個選項上加強考慮。」
6月20日，陳總統在就任後第一次國際記者會表示：
九二年的事情，對岸說有所謂「一個中國原則」的共識，但我方認為，好像事實不是這樣，「一個中國」的問題，有討論但是沒共識，我們提出來，如果有「共識」，應該是「一個中國各自口頭表述」，但是對岸認為並沒有這樣的共識，所以如果說要有「共識」，那是沒有共識的「共識」，所謂「AGREE TO DISAGREE」。
陳水扁上台後，聘請李遠哲擔任總統府資政，並任「兩岸跨黨派小組」召集人，於同年九月二日在台北召開第一次會議，扁親臨講話。
李遠哲發表題為《從當家做主到和平繁榮民主的未來》（页面存档备份，存于）的專題演講，呼籲扁政府，「在尊重台灣兩千三百萬人民的國際尊嚴與根本利益的前提下，我們應該回到一九九二年『各自以口頭聲明的方式表述一個中國原則』的共識，承認在此共識下達成的協議與結論，並在既有基礎上恢復協商。」 （页面存档备份，存于）。
2001年11月10日，陳總統在接受台視專訪時表示：
個人必需非常鄭重嚴肅地呼籲國人同胞，也要告訴大家，很多事不要自欺欺人，你騙別人但也騙自己，再怎麼騙最後還是會被揭穿的，今天到底有無九二共識，九二共識就誠如許惠祐所說，這是阿扁去年當選之後，就職之前，過去政府某位要員所創造出來的名詞，我們講更白點，根本沒有兩岸九二共識，沒有的東西要阿扁接受，那不是強人所難嗎？...我必需告訴大家，本來就沒有九二共識，本來無一物，何處惹塵埃。今天有人講九二共識是一中各表，一中各表是我們自己有些人、有些團體的主張、他們的希望，請問兩岸有這樣的九二共識嗎？...找不到有所謂一中各表的九二共識，所以不能把自己的一廂情願、有些政黨的想法主張，強壓要阿扁接受，又說這是以前達成的兩岸的九二共識，我覺得這是事實的問題，絕不容扭曲。
今天很清楚的，海基會、陸委會的某些人，過去曾參與兩岸的協商談判，他們一致說出根本無所謂九二共識，沒有兩岸都達成一中各表的共識...所謂「沒有共識的共識」，就是沒有共識...我們同意有不同，我們同意沒有共識，這就是這個意思，所以今天我們講的跟他們講的不一樣，他們把沒有的事硬說有，同樣的，對岸一再表示沒有所謂一中各表的九二共識，這是非常清楚，既然海基會、陸委會和對岸都說沒有，怎麼有些人還講有，它有在那裏？我們了解對岸中華人民共和國所說的，如果有九二共識，他們的九二共識是一個中國大陸原則的九二共識，那我們不能接受，也沒有同意過，所以在此情況下要怎麼辦，不要騙自已，不要騙老百姓，不要選舉一到就拿這個東西來混淆是非，這是一個非常重要的原則性、是非問題，絕不容許玩文字遊戲，拿來自欺欺人，來謀取個人、政黨的利益。
2002年，陳水扁總統提出一邊一國論。
2008年中華民國總統大選，陳水扁與馬英九會面時，再度強調，九二年香港會談，只有「一中」的共識，沒有「各表」的共識，「各表」是國民黨一廂情願。

#### 國親聯盟
2001年11月6日，中國國民黨智庫國家政策研究基金會國家安全組召集人蘇起表示，他提出「九二共識」，意在同時涵括國民黨主張的「一個中國各自表述」、民進黨的「各自表述」、中國大陆的「一個中國」等不同立場，以模糊性的概念讓各方解釋都有些許交集，以便兩岸關係解套與發展。
2005年，中國國民黨主席連戰訪問中國大陆，與中共中央總書記胡錦濤進行會談。在這場連胡會中，雙方達成在九二共識上推動兩岸關係的默契，並公布五點共識，這是九二共識的字眼首次出現在中華人民共和國的官方文件上。同年，亲民党主席宋楚瑜訪問中國大陆，提出兩岸一中。
2006年2月21日，蘇起再次透過對媒體公開解釋說，1999年提出以「九二共識」取代與包裝「一中各表」，主要是基於中國共產黨拒絕接受「一中各表」，而即將執政的民進黨無法接受「一中」；自創「九二共識」，是為兩岸在「兩國論」後關係解套、民進黨執政後繼續交流溝通而營造雙方均可接受的共同點。「九二共識」的名詞提出後，李登輝當時並未表示不妥，該名詞隨後也得到中國大陆及美國的接納，但未能被民進黨及陳水扁政府接受。民進黨認為九二會談當時的雙方只是各自表述「一個中國」原則，對於兩岸問題沒有達成共識。
4月，國共兩黨建立國共論壇，共同推動九二共識。同年，國民黨主席馬英九至美國訪問，與美方私下交換意見。之後向新聞媒體表示，美方認同台灣與大陆應該在九二共識上推進兩岸關係。

### 馬英九主政時期
2008年，馬英九在選上中華民國總統之前就認為1992年雙方已經達成了「一個中國」的共識，這就是「九二共識」。馬英九當選總統後再度強調「一個中國」與憲法一中，他說：「我說的一個中國是中華民國，新華社英文稿也說雙方可以有不同表述，只是中文稿沒有，我認為中文稿應該要出來，而且中共領導人要常常這樣講，變成政策」。他繼續說明：「中華民國的有效統治區域是台澎金馬，但根據憲法固有疆域還包括中國大陸、外蒙古，這就是憲法一中」。海峽交流基金會的文件中也開始使用「九二共識」一詞。
2015年的兩岸領導人會面中，雙方再度肯定九二共識是兩岸共同的政治基礎及共識；马英九在正式会谈中表示「九二共識」的內容是「海峽兩岸均堅持『一個中國』原則，其涵義可以口頭聲明方式各自表達」，并指出這就是「一中各表」的「九二共識」。同年稍早舉行的时任中国国民党主席朱立伦与中共中央总书记习近平的会见中沒有提及“一中各表”或“各表一中”的存在，朱立倫表示「雙方達成兩岸同屬一中，但內涵定義有所不同」。
馬英九連任後，2013年，新任中共中央總書記習近平與中國國民黨榮譽主席吳伯雄會面時，提出四點意見指出堅持一個中國立場、共同維護一個中國框架。吳伯雄則在重申國民党堅持九二共識後，提出“一個中國架構”。由於框架與架構僅是雙用語不同，因此部分媒體視之為：一中框架取代九二共識。外界認為，吳伯雄在行前受馬英九總統交付任務，陸委會對外聲明，此次會面不代表政府立場。
7月20日，馬英九連任國民黨主席，中共中央總書記習近平致電祝賀，馬英九在回電時稱九二共識的內容為「1992年，海峽兩岸達成『各自以口頭聲明方式表達堅持一個中國原則』」的共識。

馬英九復電全文：

賀電敬悉，謹致謝忱。1992年，海峽兩岸達成『各自以口頭聲明方式表達堅持一個中國原則』的共識。本黨自五年前在台灣重返執政伊始，相關部門立即在此項『九二共識』的基礎上，恢復兩岸中斷近十年的和解與合作，迄今已簽署19項協定。雙方關係的大幅改善，對促進兩岸和平與繁榮，提升兩岸人民福祉，貢獻甚大。兩岸人民同屬中華民族，都是炎黃子孫，希望貴我兩黨在現有基礎上，繼續擴大與深化兩岸的交流合作，以進一步發揚中華文化，復興中華民族，促進兩岸永續的和平與繁榮。
2013年10月，APEC會議，習近平與蕭萬長會談，互稱「先生」，習近平提到希望在「一個中國框架內，就兩岸政治問題同台灣方面進行平等協商，作出合情合理安排。」，希望能盡速解決兩岸政治分歧問題。10月10日，馬英九總統在國慶日文告中，首度宣稱「兩岸人民同屬中華民族，兩岸關係不是國際關係」，回應習近平談話。這個談話是馬英九首次提出「兩岸不是國際關係」，強化了兩岸以「一個中國原則」作為共識的談判立場。
11月25日，前中共中央台灣工作辦公室副主任孫亞夫在香港參與海峽兩岸和平發展論壇，訪談中，孫亞夫說，在過去五年的雙方合作中，一個中國框架已經客觀存在兩岸關係中，就算台灣再度出現政黨輪替，也無法動搖這個架構。
2014年2月18日，國民黨榮譽主席連戰，在北京與中共中央總書記習近平會面，再度重申，兩岸關係應在一中架構下進行，主張堅持九二共識，兩岸不是國與國關係。
2015年1月17日，中共中央總書記習近平傳真賀電，慶賀朱立倫當選中國國民黨主席，希望兩黨「秉持民族大義，鞏固堅持九二共識、反對台獨之共同政治基礎」下推動交流，回歸到連胡公報的立場。朱立倫回復中，只提到九二共識，未提及共同反對台獨。5月4日，朱立倫率國民黨成員，至北京與習近平會談。在這場朱習會中，朱立倫定義九二共識為「雙方達成兩岸同屬一中，但內涵定義有所不同」的共識。7月，馬英九進行久揚之旅，出訪中美洲友邦時，認為目前以「一中各表、九二共識」來處理兩岸關係，獲得良好成果。9月29日，馬接受訪問，稱「一個中國、各自表述」中的中國，指的是中華民國，憲法不允許兩個中國、一中一台或台灣獨立。九二共識是台灣提出，大陸接受，非大陸逼台灣接受。國民黨候選人洪秀柱曾主張一中同表，但因遭受民調多數反對，回歸到九二共識與一中各表。
同年，馬英九與習近平在新加坡舉行兩岸領導人會面。馬英九在公開致辭時指出九二共識為兩岸之間對於一個中國原則的共識，之後於記者會稱於閉門會談時表示有表達我方表述一個中國時，須符合中華民國憲法的規定。馬英九在會前的公開說法，被國際媒體認為是同意九二共識是一中原則的定義。 

### 蔡英文主政時期
2016年，蔡英文在當選中華民國總統後，承認九二香港會談的歷史事實，但不承認存在「九二共識」。並主張九二共識是國共兩黨私下所形成的共識，不代表台灣整體意見，主張以民主程序建立的新共識來取代。此後政府層級的兩岸關係轉淡，北京當局堅持「兩岸同屬一個中國，反對台獨。」

## 中華人民共和國
在中華人民共和國的認知中，九二共識，又稱一個中國原則的九二共識，是中國大陸與台灣於1992年經由九二香港會談達成的正式共識，共識內容為中華人民共和國與台灣皆坚持同屬一個中國，在一中框架下共同努力謀求中國統一，也被稱為各表一中。
中華人民共和國認定的一個中國原則，為中國只有一個，中華人民共和國為中國唯一合法代表，台灣是中國的一部份。在1997年開始，中華人民共和國政府首次提出存在九二共識，以一個中國原則作為其內涵，反對台灣方面將這個共識解釋為容許一個中國，各自表述。在習近平主政時期成為正式對台政策。中華人民共和國政府，要求台灣方面必須在這個共識基礎上與中國進行交往，但同意在事務性談判上可以不討論一個中國的內容。
台灣在馬英九總統執政任內，接受九二共識作為兩岸談判的基礎，提出外交休兵等做法，因此達成两岸领导人会面。在蔡英文就任總統後，拒絕接受九二共識，主張以台灣共識取代。中華人民共和國政府因此關閉雙方官方的正式談判管道。在台灣內部，支持九二共識的政黨，包括中國國民黨、新黨、親民黨等，主張接受九二共識，與中國大陸重啟交流。
在1992年香港會談中，大陸代表主動提出對於一個中國與追求中國統一的討論，台灣方代表以國統綱領回復，希望大陸方面認同一個中國存在各自表述空間的主張，遭到大陸代表拒絕，中止協商。中華民國陸委會副主委馬英九與行政院長郝柏村對外宣布因無共識而談判破壞。大陸方面也未提出有得到共識的結論。
1995年，中華民國陸委會主委焦仁和再度提出以「一個中國，各自表述」的基礎，希望作為兩岸對談的基礎。遭到中華人民共和國政府拒絕。1999年，李登輝總統提出特殊的國與國關係，中國方面關閉對台灣官方溝通管道。海峽兩岸關係協會副會長唐樹備提出，兩國論的說法，破壞了1992年台灣與中國大陸雙方面取得的一個中國共識。這是大陸方面首次提出1992年共識的說法。
中華民國陸委會主委蘇起於2000年提出九二共識的說法，用來重新包裝一中各表。伴隨著民進黨在2000年總統大選勝選，國民黨成為在野黨。中國國民黨主席連戰於2005年訪問中國，與中國共產黨中央總書記胡錦濤會面，雙方簽署協議，這是九二共識首次出現在中華人民共和國的官方文件中。
在習近平就任中國共產黨中央總書記後，中共中央在2021年發表的《关于党的百年奋斗重大成就和历史经验的决议》，將九二共識納入黨綱，九二共識成為中華人民共和國正式對台方針。

### 九二共識內容
中華人民共和國方面認定的九二共識內容為，海峽兩岸同屬一個中國，共同追求中國統一。
中華人民共和國政府将「一個中國」原則表述为「世界上只有一个中国，中华人民共和国政府是代表全中国的唯一合法政府，臺灣是中国领土不可分割的一部分」。故其官方認為体现一个中国原则的“九二共识”明确界定了两岸关系的根本性质，是确保两岸关系和平发展的关键。承认“九二共识”的历史事实，认同两岸同属一个中国，两岸双方就能开展对话，协商解决两岸同胞关心的问题，台湾任何政党和团体同大陆交往也不会存在障碍。 
因此九二共識不能被解釋為允許「一個中國，各自表述」，不能被解釋為可承認中華民國主權與存在，不可能接受「一個中國就是中華民國」、「中華民國也是中國」、「台灣屬於中華民國」、「中華民國為主權獨立國家」、「台灣為主權獨立國家」、「台灣不屬於中華人民共和國」等政治宣言與行動，反對「兩個中國」、「一中一台」、「華獨」、「台獨」等說法，九二共識只有「一中」，沒有「各表」。

### 反對一中各表
中華人民共和國認為的九二共識，不能被解釋為一中各表。中華人民共和國官方通訊社新華社於2017年公布一批「新聞禁用詞與慎用詞」，其中包含只能提「九二共識」，不得出現「一中各表」。
2022年9月10日，中华人民共和国政协全国委员会机关报《人民政协报》刊登一篇名为《正本清源，“九二共识”不容歪曲》的文章，指出「九二共识」只有“一中”没有“各表”。

### 一國兩制
中華人民共和國認為九二共識的主要內涵為追求中國統一，一國兩制為中國統一成功後的安排，不能混為一談。2019年1月16日，中共中央台灣工作辦公室發言人馬曉光說，“九二共识是两岸关系发展的共同政治基础，明确界定了两岸关系的性质，表明双方在努力谋求国家统一进程中均坚持一个中国的原则。一国两制則是国家统一成功后的制度安排，民进党当局领导人故意将二者混为一谈。”

### 中華人民共和國方面歷史

#### 九二香港會談
1992年8月1日，中華民國國家統一委員會對於“一個中國”的涵義作出決議稱：
海峽兩岸均堅持一個中國之原則，但雙方所賦予之涵義有所不同，中華人民共和國政府認爲一個中國即爲中華人民共和國，將來統一後，台灣將成爲其管轄下的一個特別行政區。台方則認爲一個中國應指1912年成立迄今之中華民國，其主權及于整個中國，但目前之治權，則僅及于台澎金馬。台灣固爲中國之一部分，但中國大陸亦爲中國之一部分。
10月，臺灣方面的非官方組織「海峽交流基金會」（以下簡稱海基會）代表中华民国政府，中華人民共和國方面的非官方組織「海峽兩岸關係協會」（以下簡稱海協會）代表中华人民共和国政府，在香港舉行會談。會談中，雙方就「一個中國」的論題分別提出了多項口頭表述方案，雙方未達成同意，中國大陸代表離開會場，協商中止。台灣代表向媒體發布，台灣方面的立場為國家統一綱領及國家統一委員會發布的‘一個中國’涵義所作決議。
中華民國陸委會副主委馬英九向新聞媒體表示，因一個中國的「表述」問題無交集、無共識，在香港會談協商破裂。指責“中共向我方政治勒索、缺乏誠意”。
商談功虧一簣的原因有四：……2、大陸海協會既然派員赴港進行商談，理應在上述議題得到具體結果之後，再行離港，海協會代表卻不顧海基會繼續商談的要求，逕行返回大陸。此外，海協會明知雙方就有關「一個中國」的「表述」問題並無交集，卻對外一再揚言，雙方已獲得共識。這種言不顧行，行不顧言的作風，錯失達成協議的良機。
中華民國行政院長郝柏村說：
共產黨一向視談判為鬥爭手段，我們對海基會與大陸海協會在香港會談一事，不必期望太高，也不必介意會談沒有具體結果。
在協商結束後，海基會代表在旅館中，經由信件往返，繼續與海協會人員協商，海協會提出了五個文字表述方案。海基會則先后提出了八個表述方案，其中海基會的第八個表述方案為
在海峽兩岸共同努力謀求國家統一的過程中，雙方雖均堅持一個中國的原則，但對於一個中國的涵義，認知各有不同。
海協會回覆的第五案為：
海峽兩岸都堅持一個中國的原則，努力謀求國家的統一。
海協會回覆第五案，基於海基會第八案，加入「努力謀求國家統一」，但刪除「對於一個中國的涵義，認知各有不同」此句。回覆中附上海基會第八案原文，但未說明刪改原因，海基會禮貌性回覆尊重及觀迎，但未承諾同意。中國代表之後中止協商。雙方未達成共識，未簽署協議。
海協會副會長唐樹備在2011年11月25日參與港臺政经论坛時，認為，當年海基會的回函，代表兩會已達成共識，同意海協會的口頭表述要點，海峽兩岸都堅持一個中國的原則，努力謀求國家的統一。
台灣方面則否認曾經同意過「堅持一個中國原則」，認為台灣在會談中提出的是「一個中國，各自表述」，未獲中國大陸同意。

#### 九二共識出現
1993年，在美國召開的亞太經合會經濟領袖會議，中國大陸領導人江澤民在會議中提出，一個中國即是中華人民共和國，台灣是中國的一個省。台灣特使江丙坤提出階段性兩個中國，主張中華民國與中華人民共和國在現況下為兩個互不隸屬的主權國家。
1995年，海基會副秘書長焦仁和首次提出以「一個中國，各自表述」來總結雙方的政治立場。同年因為李登輝總統訪問美國康乃爾大學，中國大使對美國提出抗議，造成台灣與中國大陸之間的關係趨於緊張。1996年，爆發台灣海峽飛彈危機，中國大陸對一個中國，各自表述提出反對，認為這不符合一個中國原則。1997年5月14日，唐樹備曾在接受採訪時，認為台灣方面將香港會談的共識歸結為「一個中國，各自表述」並不正確，認為共識是「海峽兩岸均堅持一個中國之原則」。這是中國大陸首度聲明雙方在1992年會談中曾經達成共識：
应当强调的是，海协与海基会1992年就在两会事务性商谈中『海峡两岸均坚持一个中国之原则』达成了口头共识，这一共识并未涉及『一个中国』的涵义。海协一贯主张，两岸交往中的具体问题是中国的内部事务，应本着一个中国原则协商解决；在事务性商谈中，只要表明坚持一个中国原则的态度，可以不讨论『一个中国』的政治涵义。我们认为这个共识是存在的。……一段時期以來，台灣方面把海協與海基會就兩會事務性商談中『海峽兩岸均堅持一個中國之原則』達成口頭共識，歸結為『一個中國，各自表述』，這顯然不符合當時的情況。
2001年12月16日，海峽兩岸關係協會會長汪道涵在庆祝海协會成立十周年招待会上发表了书面致词，解释了「九二共識」的含义，称其含义为“1992年海协与台湾海基会达成共识，各自以口头表述的方式表明『海峡两岸均坚持一个中国原则』和『努力谋求国家统一』的立场与态度。”
钱其琛於2002年1月24日发表谈话称，“九二共识”对当前两岸关系仍具重要意义，应予维护。他解释“九二共识”为“一九九二年海协与台湾的海基会达成各自以口头方式表述“海峡两岸均坚持一个中国原则”的共识”。。海协会研究部發表文章認為，在“九二共识”中，双方都表明了“海峡两岸均坚持一个中国原则”和“努力谋求国家统一”的态度；对于“一个中国”的政治含义，海基会表示“认知不同”，海协表示“在事务性商谈中不涉及”，做了求同存异的处理。
江澤民2002年3月在參加第九届全国人民代表大会第五次会议期間表示，只要臺灣當局承認“一个中国”，承认“九二共识”，他願意馬上訪問臺灣。
2002年，海協會常務副會長李炳才发表谈话紀念「九二共識」十周年，称「九二共識」为“海峽兩岸關係協會與臺灣的海峽交流基金會達成各自以口頭方式表述『海峽兩岸均堅持一個中國原則』共識”，回顾了「九二共識」的产生及发展，呼吁台湾当局尽早接受九二共识。
2010年，海協會常務副會長兼秘書長李亞飛在台北一場演講中，呼籲兩岸尊重「九二共識」，以維持雙方政治互信的基礎。李亞飛還逐字念出「九二共識」，「就是一九九二年，大陸海協會和台灣海基會達成的，各自以口頭方式表述一個中國原則的共識。」
2005年，时任中國國民黨主席連戰訪問中國大陸，與時任中共中央總書記胡锦涛會面後，中国共产党和中華人民共和國政府開始在正式文件上使用“九二共識”，并将其阐述为「各自以口頭方式表述海峽兩岸均堅持一個中國原則的共識」。这一阐述被非正式地简称为“各表一中”。
贾庆林（曾任中共中央政治局常委、全国政协主席）：2011年在会见中国国民党荣誉主席吴伯雄时强调要坚持“九二共識”。

#### 江胡時代
對「一個中國」的表述曾經經過若干次調整。比如在1995年1月30日中共中央总书记江泽民在題爲《为促进祖国统一大业的完成而继续奋斗》的讲话中提出「江八點」，稱「一個中國」指的是「世界上只有一個中國，台灣是中國不可分割的一部份，中國的主權和領土完整不容分割。」2000年2月的《一個中國的原則與台灣問題》白皮書中沿用了「江八點」中「一個中國」的定義。2000年陳水扁就任中華民國總統后，中國大陸方面對「一個中國」的定義改爲：世界上只有一個中國，中國的主權和領土完整不容分割。「一個中國」在國際上當然表示中華人民共和國政府是中國的唯一合法政府，但在處理兩岸關係上，「一個中國」可以不指中華人民共和國，台灣和大陸都是中國的一部份。此定義在國務院副總理錢其琛于2000年7月會見臺灣客人時提出。 2000年9月11日，錢其琛在接受媒體訪問時，清楚說明「一個中國」的新定義為：「世界上只有一個中國，大陸和台灣同屬一個中國，中國的主權、領土是不容分裂的。」 2002年3月，中國國務院總理朱鎔基在「政府工作報告」中重申上述關於「一個中國」的新定義。 2002年9月的聯合國大會上，中華人民共和國外交部部長唐家璇首次在國際場合採用「一個中國」的新定義，強調「大陸與台灣同屬一個中國」。
2008年3月26日，中華人民共和國領導人胡錦濤與美國總統乔治·沃克·布什進行了電話會談。據事後新華社發佈的英文新聞稿稱，胡錦濤表示：
He said it is China's consistent stand that the Chinese Mainland and Taiwan should restore consultation and talks on the basis of "the 1992 consensus," which sees both sides recognize there is only one China, but agree to differ on its definition.（他说，中国一贯主张中国大陆和台湾应该在“九二共识”的基础上恢复磋商和谈判，双方认为只有一个中国，但同意在一個中國定义上有所不同。）
其中的“both sides recognize there is only one China, but agree to differ on its definition”（双方都承认只有一个中国，但同意在其定义上有所不同）被臺灣的馬英九政府解讀為中國大陸方面承認了「九二共識」的含義是「一個中國、各自表述」。惟新華社發佈的中文新聞稿則只出現了「九二共識」一詞，並沒有解釋其含義，亦沒有出現「一個中國、各自表述」，中國大陸方面也未對此進行任何解釋。
2001年4月27日，中共中央台湾工作办公室（國務院臺辦）新聞局長張銘清发表谈话纪念汪辜会谈八周年，谈话提到「九二共識」，此为中国大陆方面首次使用「九二共識」一词。張銘清在谈话中将「九二共識」解释为「各自以口頭方式表述海峽兩岸均堅持一個中國原則」的共識。
2005年5月9日，中共中央台辦（國台辦）副主任孫亞夫在北京清華大學演講指出，中國共產黨和親民黨接觸的基礎是一個中國原則和「九二共識」，在「九二共識」的問題上應該求大同，就是說雙方都承認一個中國，但對具體含義認知不同。孫亞夫表示，「九二共識」的歷史事實其實是很簡單，但因時間有些久了，所以現在有些複雜。中國大陸的概括是兩岸各自以口頭方式表述「海峽兩岸均堅持一個中國原則」，而國民黨認知的「九二共識」就是「一中各表」，即「兩岸各自表述一個中國原則內涵」。 他說，在「九二共識」問題上，大家應該求大同，「就是說『九二共識』的核心是一個中國，大陸和台灣都是中國的領土，兩岸同屬一個中國。」如果沒有這個核心，這個共識就不存在。孫亞夫認為，「九二共識」是海基會與海協會彼此尊重，分別以口頭表述方式達成的共識，雙方堅持求同存異，「概括較好，方式也較靈活」，為兩岸對話與協商得以恢復給予廣闊的空間。
2008年甫出任的中共中央台辦主任王毅向美方說，「九二共識」就是只有一個中國（there is only "one China"）。
2012年11月，中共十八大召開，首次將九二共識納入報告之中。人民网海外网在“九二共识”二十周年纪念专题中评论：“1992年，海协会与台湾海基会经两岸双方分别授权，达成‘九二共识’。 虽然期间经历过艰难波折，但历史不会以少数人的意志为转移，如今，20年过去了，两岸在‘九二共识’的基础上，皆取得了多方面的长足发展，两岸同胞不断深化经贸、文化交流和人员心灵沟通。20多年的交往历程告诉我们：坚持‘九二共识’是开展对话协商的必要前提，也是两岸和平发展的重要基础。相信未来“九二共识”不仅会产生新的飞越，两岸关系更将迎来和平统一之局。”
2014年11月26日，中共中央台辦新聞局長馬曉光表示，「九二共識」的核心就是「海峽兩岸各自以口頭方式均表示堅持一個中國的原則」。
2016年7月12日，中共中央台办发布文章「‘九二共识’的由来」，对「九二共识」做出明确定义。文中指出，“九二共识”是各自以口头方式表述海峡两岸均坚持一个中国原则的共识。达成共识的方式是各自口头表述，构成共识的内容就是上述两段经过协商、相互认可的具体文字，核心是坚持一个中国原则。共识中，两会都表明了“谋求国家统一”“海峡两岸均坚持一个中国原则”的基本态度。对于一个中国的政治含义，台湾海基会表示“认知各有不同”，海协会表示“在事务性商谈中不涉及”，作了求同存异的处理。在两岸之间固有矛盾一时难以解决的历史条件下，“九二共识”的达成，体现了两岸双方搁置争议、求同存异的政治智慧，确立了两岸商谈的政治基础，为两会开展协商并取得成果提供了必要前提。
2016年8月30日，中共中央台辦主任張志軍在會見台灣青年代表人士時表示，兩岸交往絕對不能是「外交行為」。大陸認知的一中是根據自己的憲法—中華人民共和國憲法，大陸不能違憲。但他同時表示，理解台灣會認為自己是中華民國，只要承認九二共識，「各表的問題，都可以來談，要找機會把它講一講，如果都不談，永遠擱置也不好」。但後來張志軍否認有此說詞。

#### 習近平時代
2017年10月，中共中央总书记习近平在中共十九大中报告指出，中國共產黨應堅持“一個中國”及“九二共识”的立場來處理两岸關係。 
李克强（曾任中共中央政治局常委、国务院总理）: 2018年3月5日，第十三届全国人民代表大会第一次会议在北京人民大会堂开幕。国务院总理李克强作政府工作报告当中表示：“我们要继续贯彻对台工作大政方针，坚持一个中国原则，在“九二共识”基础上推动两岸关系和平发展，推进祖国和平统一进程。坚决维护国家主权和领土完整，绝不容忍任何“台独”分裂图谋和行径。扩大两岸经济文化交流合作，逐步为台湾同胞在大陆学习、创业、就业、生活提供与大陆同胞同等待遇。两岸同根，骨肉相亲。两岸同胞顺应历史大势、共担民族大义，必将共创中华民族伟大复兴的美好未来！”
2019年1月2日，中共中央總書記習近平於《告台灣同胞書》發表40周年紀念活動發表談話，提到「在一個中國原則基礎上達成『海峽兩岸同屬一個中國，共同努力謀求國家統一』的九二共識」，并表明「一國兩制」是「实现国家统一的最佳方式」。翌日，中華民國總統蔡英文對此回應，表示絕對不會接受九二共識，並堅決反對一國兩制，呼籲台灣所有政黨不應該再講九二共識。
2019年1月16日，中共中央台辦發言人馬曉光說明，海協會與台灣海基會1992年经由香港会谈及其后函电往来，達成了各自以口頭方式表述「海峡两岸均堅持一個中國原則」的共識；馬曉光說明，海協會的表述內容為：「海峡两岸都坚持一个中国的原则，努力谋求国家统一。但在海峡两岸事务性商谈中，不涉及一个中国的政治涵义」，海基會則是：「在海峡两岸共同努力谋求国家统一的过程中，双方虽均坚持一个中国的原则，但对于一个中国的涵义，认知各有不同」；馬曉光總結表示，由此可以看出，「堅持一個中國原則，共同努力謀求國家統一」，就是九二共識的應有之意；馬曉光還解釋，九二共識是兩岸關係發展的共同政治基礎，明確界定了兩岸關係的性質表明雙方在努力謀求國家統一進程中均堅持一個中國的原則，而一國兩制則是實現國家統一後的制度安排，馬曉光稱「民進黨當局領導人故意將二者混為一談，是刻意誤導台灣民眾」。
2019年2月27日，中共中央台辦發言人安峰山說明：「1992年海協會和台灣海基會以口頭方式，達成雙方均堅持『九二共識』的共識，雙方都是以『兩岸共同努力、謀求國家統一』作為前提。」、「堅持『一個中國』原則和『共同努力謀求國家統一』，是『九二共識的應有之義』」。
2020年9月30日，中共中央台辦發言人馬曉光稱，「九二共識」達成的歷史背景和具體過程事實很清楚，「在共識中，雙方都表明了堅持一個中國原則、追求國家統一的態度」，要義是「海峽兩岸同屬一個中國，共同努力謀求國家統一」。
2021年3月31日，中共中央台办发言人朱凤莲表示，“九二共识”的核心要义是“海峡两岸同属一个中国，共同努力谋求国家统一”，无论何时，都不能模糊和改变。
2022年6月29日，中共中央台办发言人马晓光表示，“九二共识”界定了大陆和台湾同属一个中国的两岸关系性质，是改善和发展两岸关系的最大公约数，不容扭曲，更不能毁弃。
2022年9月14日，中共中央台办发言人朱凤莲表示，“九二共识”始终是改善和发展两岸关系的定海神针。
中國大陸方面在對台工作中一貫強調「一個中國原則」，自2001年起也经常使用「九二共識」一词。大陆方面认为双方以各自表述的方式表明坚持一个中国原则的态度是共识。两会从未就一个中国的政治涵义进行讨论，根本没有就一个中国政治内涵的“各自表述”达成共识。
2019年1月2日，中共中央總書記習近平在《告台灣同胞書》發表40週年紀念會上，提到「在一個中國原則基礎上達成『海峽兩岸同屬一個中國，共同努力謀求國家統一』的九二共識」。

## 台灣方面的解釋和使用
- 台灣方面不同意中华人民共和国的「一個中國」原則，而主张「一中各表」

為了兩岸文書驗證事宜，海基會於1992年10月與大陸在香港展開協商。由於大陸方面提出「一個中國」政治性議題，而無法獲得具體結果，我方於1992年11月3日建議各自以口頭聲明方式表達。

至於口頭聲明的具體內容，我方依1992年8月1日前總統李登輝主持之國統會及其決議之「一個中國的涵義」為基礎，建議表述內容為：「……雙方雖均堅持一個中國的原則，但對於一個中國的涵義，認知各有不同。」

1992年11月3日大陸海協會來電，11月6日又正式來函均表示，對於海基會提出「以口頭方式各自表達」表示充分尊重並接受；即兩會對「一個中國」涵義有不同的認知，雙方可各自以口頭聲明方式表述不同立場。
- 互換函件  尊重並接受

兩會當年函電往來雖非雙方同時簽字的協議，但大陸在正式文件中表示「充分尊重並接受」我方的建議，這是後來的共識基礎。
- 各自表述  各說各話  擱置爭議  務實協商

由於雙方表述文字甚多，隔日媒體報導濃縮為「一個中國，各自表述」，精簡表達涵義。當時並無「九二共識」之名稱，但確已達成「一中各表」的共識，台灣主張「一中」就是中華民國。
- 前陸委會主委蘇起以「九二共識」精簡「一中各表」意涵

前陸委會主委蘇起於2000年4月28日進一步提出「九二共識」這四個字，用來概括「一個中國，各自表述」的意涵，此即為「九二共識」之由來。後來，大陸方面也開始引用「九二共識」這個名詞。
- 前海基会副董事长兼秘书长邱进益2015年11月6日接受赵少康访谈时指出九二共识有三个部分：第一个部分，两岸都坚持一个中国的原则；第二个部分，有关一个中国的内涵两岸认知有所不同，各自用口头表述。；第三部分，因为事务性会谈不牵扯到一个中国原则（内涵）所以我们可以继续。我们现在把它简化成“一中各表”，大陆始终没有讲“一中各表”，只是说对“一个中国的内涵认知有所不同”。你有你的认知，我有我的认知。“一中各表”是我们自己镶上去的。[162]
- 民進黨曾承認「九二共識」

1992年共識存在的事實，民進黨執政初期也曾承認，並接受「一個中國，各自表述」的共識。民進黨陳前總統於2000年接見美國亞洲基金會（The Asia Foundation）會長傅勒博士（William Fuller）時曾表示，「新政府願意接受海基、海協兩會之前會談的共識，那就是『一個中國、各自表述』」（民國89年6月27日總統府新聞稿），時任陸委會主委蔡英文雖於隔日召開記者會否認政府接受該共識，但表示所謂的可用「一個中國，各自表述」就是我方描述1992年香港會談對「一個中國」問題爭議協商過程的用語。
- 美国知道「九二共識」存在的事實

2004年4月21日，美國國務院亞太助理國務卿凱利（James Kelly）於眾議院國際關係委員會上表示「兩岸於1992年同意『一個中國，各自表述』，為1993年兩岸兩會在新加坡第一次高層會談鋪路」（Both sides agreed in 1992 that there was one China, but left each side free to express their interpretation of the concept.）。

2008年3月26日，胡錦濤致電布希總統表示「大陸與台灣應在九二共識下恢復協商，而『九二共識』係指雙方認知僅有一個中國，但同意各有不同之定義」（..the 1992 consensus, which sees both sides recognize there is only one China, but agree to differ on its definition.）。

2010年3月18日，美國國務院亞太副助理國務卿施大偉（David Shear）於美國國會一場聽證會上表示，「馬總統亦提議與中華人民共和國在『九二共識』的基礎上恢復對話，亦即雙方均同意只有一個中國，然實際上亦同意對『一個中國』一詞的意涵有不同解釋」（President Ma also proposed that talks with the PRC resume on the basis of the “1992 consensus”, by which both sides agree that there is only China but essentially agree to  disagree on what the term “One China”means.）。
「九二共識」促成1993年4月「辜汪會談」，在新加坡簽署4項協議。2008 年6月，兩會在「九二共識」基礎上恢復協商，迄2015年3月，舉行10次會談，簽署21項協議。
行政院大陸委員會於民國103年（2014年）12月11日公布「民眾對兩岸議題之看法」民調結果，對於今年11月於北京舉行的亞太經濟合作會議（APEC），多數民眾肯定「蕭習會」和「王張會」中，兩岸重申在「九二共識」的基礎上推進兩岸關係，有助兩岸和平穩定發展（47.4%），未過半（33.4%）認同政府「九二共識」的立場（一中各表，「一中」就是中華民國）。

## 观点和评价

### 台湾政治人物

#### 陳水扁
陳水扁強調：蘇起自己坦承不諱，「九二共識」這4個字是由他『杜撰捏造』出來的新名詞。而捏造時間點在2000年4月28日，「我已當選總統，尚未就職之際」。當時國民黨政府並沒有人出面澄清，因此「就任總統之初，我差點被騙」，誤信真有所謂「一中各表」的「九二共識」，但經過翻箱倒櫃，並向相關當事人查證，很快確認並無「九二共識」這個東西。
陳水扁於2000年至2008年擔任中華民國總統，曾經指出「九二共識」的三個不確定：事實存在與否、具體內涵及做為復談基礎未來的發展和變化的不確定。他強調，九二年香港會談，只有「一中」的共識，沒有「各表」的共識，「各表」是在台灣的國民黨一廂情願。

#### 馬英九
2015年11月7日，馬英九在新加坡與習近平見面，馬習會公開記者會中，馬英九在習近平與國際媒體面前說出，兩岸「就『一個中國』原則達成的共識，簡稱『九二共識』。」卻未公開提出「各自表述」或是「一個中國就是中華民國」，只有在閉門會中提到「一中各表的九二共識」，引起台灣社會眾多批評。馬習會被認為再度確認了「九二共識」。 
行政院大陸委員會主任委員夏立言9日赴立法院報告，並公布馬總統會談時的逐字稿，將馬英九在「馬習會」正式會談中說明「九二共識、一中各表」的完整內容念出。

#### 蔡英文
2015年5月，民進黨總統候選人蔡英文指出九二共識一詞是2000年才開始使用，包括前總統李登輝都有不同看法，不同解讀，到現在國民黨也講不清楚，且到中國大陸和回台灣講的內容也不一樣。不知道為什麼國民黨要逼迫台灣人接受定義不清的九二共識。2015年12月27日，總統大選辯論會中，國民黨總統候選人朱立倫提問指出，「請問蔡主席，您到底接不接受九二共識？」民進黨總統候選人蔡英文提出她認同的「九二共識」就是「相互諒解，求同存異」，因為1992年並沒有共識，「九二共識」是在2000年才出現的名詞，這是一個名詞的使用跟詮釋的問題，這大家都可以坐下來談，因此「九二共識」的精神是大家採取誠意、溝通，她相信兩岸關係是可以維持穩定的，「九二共識」是一個選項，但如果堅持「九二共識」是唯一的選項，再持續這樣講，那真的很不恰當。
2019年1月2日，蔡英文於總統府大禮堂針對中共中央總書記兼大陸領導人習近平發表《告臺灣同胞書》40週年的紀念談話。蔡英文指出，我們始終未接受「九二共識」，主要原因就是北京當局所定義的「九二共識」，其實就是「一個中國」、「一國兩制」，亦宣布不承认「九二共識」。

#### 賴清德
2023年5月27日，已投入2024年總統大選的民主進步黨主席賴清德表示，接受九二共識並非真正的和平，稱和平從來不是犧牲主權換來的。 
2024年9月10日，已就任中華民國總統的賴清德表示，中國提出一個中國原則的九二共識，等於是要求臺灣讓渡主權，要捍衛中華民國，必須要先守護臺澎金馬，有主權才有國家，有臺灣才有中華民國。

#### 曹興誠
作為穿梭兩岸的成功工商人物代表，據信曾多次以民間身分為兩岸交涉居間協調、引薦的曹興誠曾公開抨擊九二共識：「國民黨整天堅持一個指鹿為馬、無中生有的九二共識，是一種弱智行為。」他認為並不存在所謂的九二共識，並主張兩岸關係需要法治化，制訂「兩岸和平共處法」。

#### 朱立倫
朱立倫對於兩岸關係，在1999年時支持兩國論（特殊國與國關係）。在2015年5月，朱立倫於北京與中共總書記習近平進行「朱習會」，朱立倫表示，1992年達成「兩岸同屬一中，但內涵、定義有所不同的九二共識」。對於朱立倫定義的九二共識，國際媒體多以“台执政党领袖支持中国统一”为题报道，如美國福斯新聞（Fox News）的“台灣執政黨領袖確認與中國最終統一”（Taiwan ruling party leader affirms eventual reunification with China during Beijing meeting）。英國衛報（The Guardian）的台灣執政黨領袖確認支持與中國統一（Taiwan ruling party leader affirms support for unity with mainland China ）。英國晨星報（The Morning Star）的台灣國民黨重申統一願望（Taiwan Nationalists Restate Reunification Wish）。澳洲人報（The Australian）的台灣國民黨主席支持中國大陸統一（Taiwanese Nationalist Party chief Eric Chu backs mainland reunion）。新加坡今日報（Today）的國民黨主席確認支持與中國最終統一（Kuomintang chief reaffirms support for eventual reunion with China）。
2022年6月6日，時任中國國民黨黨主席朱立倫在美国的演讲中仿效中華民國首位非中國國民黨籍總統陳水扁於2000年就任後所一再申明的九二共识是「台海两岸双方没有共识的共识」，属于一种「创造性模糊」。

#### 洪秀柱
2015年10月前，代表國民黨參選2016總統大選，最初主張「一中同表」，之後改成「九二共識，三個內涵」。
2016年11月1日，以國民黨主席的身分參與洪習會，與中共中央總書記習近平會談，定義九二共識為「求一中原則之同，存一中含義之異」。
2022年5月15日，接受中共官方涉台節目《兩岸頭條》專訪指出，無論「九二共識」說法怎樣變，改變不了它的核心意涵，就是一個中國原則之下，兩岸共同謀求國家未來的統一。

#### 柯文哲
2014年11月，柯文哲當選台北市市長後表示：「九二共識到底是啥東西，請定義。」點出九二共識的定義模糊不清。中華人民共和國認為九二共識就是「一個中國」，但國民黨卻堅持「一個中國，各自表述」，定義有截然不同的矛盾。2015年3月面對中國大陸媒體中評社等專訪，柯文哲重申：「九二共識只是一個標題，重點是內容，我已經講過太多遍了。事實上不少台灣人民對九二共識的內容仍然是不太清楚的，包括過去的我。我想兩岸來往重要的是內容，而不是符號  。」因此，柯文哲堅持「一五新觀點」取代模糊不清的「九二共識」。

#### 郭台銘
2019年5月9日，郭台銘在談到北京當局不讓台灣加入世界衛生大會時表示，就是因為蔡英文當局不承認九二共識造成的，但他認為，九二共識不夠，原意是一中各表、九二共識，一中各表的中國是兩個中國，也就是中華民國與中華人民共和國，有一中各表才會承認九二共識。郭台銘的兩個中國主張立即遭到同黨黨員洪秀柱、馬英九、朱立倫等人反對。洪秀柱認為「兩個中國」不符合九二共識與中華民國憲法。朱立倫和馬英九認為一中各表不能表成一中一台、两个中国，一中就是中华民国。

#### 江啟臣
江啟臣在中國國民黨主席任上表示：「中華民國憲法是兩岸關係中自我定位的共識，更該是朝野共識」，依據憲法，中華民國固有疆域包括大陸地區及台澎金馬；若要變動，就需要修憲；而「修憲所帶來的後果與代價，負責任的政黨與政治人物有責任要講清楚」。在身分認同上，江也認為一些包括宗教信仰等等原本就融合在生活與文化上的中華文化傳承，因為被政治化後，導致一些原本毋庸置疑的問題，成為了國家內耗的問題。在洪秀柱追問下，江啟臣明白表示：「我是台灣人，也是中國人」。他認為「九二共識」的內涵，就是擱置爭議、維持現狀、存異求同。也有评论指出，江启臣在逐渐淡化“九二共识”。

#### 侯友宜
中國國民黨推薦的2024年總統參選人侯友宜認爲，九二共識的內涵就是兩岸互不承認主權，互不否認治權；他反對「一國兩制」，也反對民進黨抹黑九二共識為「一國兩制」。

### 海外人士

#### 薄瑞光
時任美國在台協會理事主席薄瑞光在泰德·史蒂文斯安克拉治國際機場迎接時任總統陳水扁於2008年1月13日啟程前往瓜地馬拉的一行人，中途過境美國阿拉斯加，薄瑞光指出中國國民黨所提的「九二共識」，據他了解，其實根本沒有所謂的共識。

#### 包道格
時任美國在台協會台北辦事處處長包道格在媒體專訪中談論“九二共識”，認為“九二共識”很有創意，提供了一定的模糊空間。認為“一個中國”客觀存在，只是雙方對此有不同的看法。包道格同時認為，海外學界和專家普遍認為“九二共識”不完全等於“一個中國”。美國官方和外交界不認為“九二共識”出賣台灣主權，不認為“九二共識”意味著兩岸終極統一，而認為“九二共識”是國（states）與國（another states）之間交往的正常妥協。他認為“九二共識”符合美國，中國大陸和台灣自身的利益，如果否認“九二共識”則會帶來不可預知的後果，會影響大陸的換屆，乃至美國的選舉，他還認為，否認“九二共識”在當今情況下是不現實的，台灣將無法繞過中國大陸去選擇更多的海外市場，因為兩岸如果沒有一個穩定的關係框架，國際上難有國家願意得罪中國大陸而對台灣開放市場，而且目前歐債危機，國際經濟環境惡劣，台灣經濟發展最好的選項還是中國大陸。

#### 葛來儀
美國台海問題專家葛來儀曾表示，在她的理解中，「九二共識」是國共兩黨之間的共識，而不是政府之間的共識，中共和民進黨更沒討論過，因此她建議民進黨和共產黨都應當展現一定彈性，抱持開放態度溝通，尋求新的對話共識。對此，美國在台協會前理事主席卜睿哲則表示異議，不同意「九二共識」是黨與黨之間協議的說法。他說：「『九二共識』是由中華民國政府和中華人民共和國政府授權的兩個機構（海基會與海協會）所達成的共識。」

### 承認九二共識的團體與個人
國親新三黨領袖，尤其是前總統、前中國國民黨主席馬英九至今依舊捍衛中華民國的立場，主張「九二共識」，也就是在泛藍所引申「一中各表」的說法基礎上與對岸進行交流，其中的「一個中國」就是「中華民國」。同時在宣傳上，國民黨也繼續強調台灣本土化、台灣優先，往中間靠攏；國民黨解釋九二共識為「兩岸同屬一中，但內涵定義有所不同」，與馬英九的「一個中國，各自表述」說法相似，其核心就是「認同大陸和臺灣同屬一個中國，但對『中國』存在不同定義」。民主進步黨則不認同憲法一中，認為「大陸和臺灣同屬一個中國的論述並不存在各自表述空間，認同等於是退讓主權且呼應習進平的『一個中國』說法」，故而不承認九二共識。其中新黨最為支持九二共識。2001年7月，新党“大陆事务委员会代表团”赴中華人民共和國访问，初次建立与中国共产党的对话机制，并与中共中央台办达成六点共识。这些共识包括：双方共同认知和主张“一个中国、和平統一”，推动在“九二共識”基础上恢复两岸接触、对话，促进两岸经贸交往、人员往来和各项交流，早日实现直接“三通”；两岸同胞都是中国人，两千三百万台湾人民不论省籍，都是骨肉同胞、兄弟姐妹，应相互爱护，和睦相处，共同促进台湾社会安定、经济发展。
2005年7月4日，新党主席郁慕明透露，他在访问中華人民共和國时将与中国共产党洽谈建立两党之间的定期沟通机制。2017年12月11日，新党访问中華人民共和國，中共中央台湾工作办公室与新党大陆访问团座谈。亲民党支持九二共识,穩定兩岸情勢，以「三階段整合論」推動兩岸關係發展。依「三階段整合論」推動兩岸關係發展，擱置「統」、「獨」爭議；第一階段進行經濟性及功能性「交流」，開展兩岸經貿互惠合作；第二階段推動兩岸「社會互動」。除此之外，中華統一促進黨強烈支持中國共產黨進行中國統一，主張九二共識、中華民族主義和一個中國原則即中華人民共和國。统促党总裁张安乐对此认为中华民国已经被独派势力所利用，成为了统一的绊脚石。
2020年10月1日，學者俞劍鴻在《風傳媒》（臺北）發表了《是92共識（1.0）、還是92共識+、抑或是92共識++或者是92共識2.0？》這一篇文章。2021年3月22日，他又在《風傳媒》發表《解剖美國的一個中國政策屬性——公共、外交還是其他？》。2021年3月11日，在人民代表大会上，台湾籍的代表陳雲英正式推出“92共识+”；2021年3月29日，中国国民党的现任主席也开始采用“92共识Plus”的说法。

### 否認九二共識的團體與個人
台湾泛綠黨派，包括民主進步黨、台灣團結聯盟 、時代力量等，皆不承認有所謂的九二共識。認為九二共識實際上只能說是「國共共識」。此外，台灣民眾黨主席柯文哲亦不承認九二共識，並堅持使用“一五新觀點”。
台灣泛綠政黨台灣團結聯盟認為，兩岸現階段雖然強調九二共識，但身處台灣的民眾卻很容易感受到，對岸的中國大陆政府在單方面違背此一共識的事實。例如在國際場合以各種手段消滅中華民國存在；即使商業網站的國別標示也會被政治干預；國際組織只能有中華人民共和國存在；台灣不能以中華民國名義參與國際事務等。這也是台灣政府強調九二共識、一中各表的努力，但仍面臨自己的「中國」被對岸逐步壓縮國際空間、甚至法理消滅的現實，這是九二共識為民眾詬病的原因之一，台灣民間還出現「九二"共"識，一中各"表"」的說法，以"共"指台灣須遵循中共單方面認知，以"表"指在國際場合中國大陆依然持續增強消滅中華民國國際法理地位的現實。

### 各方對九二共識的不同看法
| 承認九二共识的政黨和團體 | 承認九二共识的政黨和團體 | 承認九二共识的政黨和團體 | 承認九二共识的政黨和團體              |               | 否認九二共識的政黨和團體                  | 否認九二共識的政黨和團體 | 否認九二共識的政黨和團體 | 否認九二共識的政黨和團體 |
| 政黨/團體 | 意識形態 | 政治派別                 | 對九二共識的觀點                      | 政黨/團體     | 意識形態                                  | 政治派別                 | 對九二共識的觀點 |                          |
| 中国共产党 · 中國國民黨革命委員會 · 中国民主同盟 · 中國農工民主黨 · 中國致公黨 · 中國民主建國會 · 中國民主促進會 · 台灣民主自治同盟 · 九三学社 | 馬克思列寧主義、 毛澤東思想 中国特色社会主义 （鄧小平理論、 三個代表重要思想、 科學發展觀、 習近平新時代中國特色社會主義思想） | 统一战线                 | 一個中國原則                          | 民主進步黨    | 台灣獨立 維持現狀                         | 泛綠、独派               | 反對虛構的九二共識 不接受一國兩制                                                                                              |                          |
| 中國國民黨 | 三民主义 維持現狀 | 泛藍、親中               | 一中各表、憲法一中                    | 台聯          | 台灣獨立 一邊一國                         | 泛綠、独派               | 不承認九二共識，支持一邊一國                                                                                                   |                          |
| 新黨 | 三民主义 保守主義 | 泛藍、统派               | 一中同表 不使用「一中各表」的說法     | 時代力量      | 台灣獨立 憲政主義                         | 台派                     | 虛構的九二共識不是台灣共識。                                                                                                   |                          |
| 親民黨 | 自由保守主义 共和主义 | 橘营                     | 名詞不重要，精神才重要                | 台灣基進      | 台灣獨立 政治民主化 主權自主化 社會自由化 | 台派                     | 抗中反統、反對虛構的九二共識。 認為台灣應借鏡澳洲的《反外國干預法》， 轉換成屬於台灣的《反中國勢力干預法》、《反中國統戰法》。 |                          |
| 無黨團結聯盟 | 自由保守主义 | 泛藍                     | 支持两岸关系和平发展                  | 社 社會民主黨 | 台灣獨立                                  | 獨派                     | 支持台灣獨立。反對九二共識 。                                                                                                  |                          |
| 國會政黨聯盟（原 民國黨併入） | 保守主义 立宪主义 社群主义 社会保守主义                                                                                        | 橘营                     | 维护台海和平，表达一中各表            | 自由台灣黨    | 台灣獨立                                  | 獨派                     | 支持台灣獨立。反對九二共識 。                                                                                                  |                          |
| 中華統一促進黨 | 中國統一 一國兩制 | 统派                     | 一中同表 不使用「一中各表」的說法     | 建國黨        | 台灣獨立                                  | 獨派                     | 支持台灣獨立。反對九二共識 。                                                                                                  |                          |
| FP 中華民族致公黨 | 中國統一 一個中國原則 | 统派                     | 接受九二共識 不使用「一中各表」的說法 | 台灣綠黨      | 台灣獨立                                  | 獨派                     | 支持台灣獨立。反對九二共識 。                                                                                                  |                          |
| 勞動黨 | 中國統一 一個中國原則 | 统派                     | 接受九二共識 不使用「一中各表」的說法 | FA 喜樂島聯盟 | 台灣獨立                                  | 獨派                     | 支持台灣獨立。反對九二共識 。                                                                                                  |                          |
| ＄ 民生黨 | 中國統一 一個中國原則 | 统派                     | 接受九二共識 不使用「一中各表」的說法 | 台 台灣獨立黨 | 台灣獨立                                  | 獨派                     | 支持台灣獨立。反對九二共識 。                                                                                                  |                          |

### 引用
1. ↑  . big5.gwytb.gov.cn.   [2021-03-11]. （原始内容存档于2020-01-08）.
2. ↑  . 中華民國大陸委員會. （原始内容存档于2024-01-17）.
3. 1 2  . 中共中央台湾工作办公室、国务院台湾事务办公室. 2019-01-16  [2021-11-05]. （原始内容存档于2021-11-05） （中文（简体））.
4. 1 2  . 中央社. 2019-01-02  [2019-01-08]. （原始内容存档于2019-05-02）.
5. 1 2  . 中華人民共和國駐洛杉磯總領事館.   [2020-05-29]. （原始内容存档于2016-08-31） （中文（中国大陆））. 1992年两岸双方确实在“海峡两岸均坚持一个中国之原则”达成有共识，但从未就一个中国的政治内涵进行过讨论
6. 1 2  . 新頭殼. 2019-05-15  [2019-10-11]. （原始内容存档于2019-10-11）.
7. 1 2  呂佳蓉. . 經濟日報. 2022-09-10  [2023-08-18]. （原始内容存档于2023-08-18）.
8. ↑  陳長文. .
9. ↑  Storm.mg. . www.storm.mg. 2021-04-28  [2022-08-28]. （原始内容存档于2022-08-28） （中文（臺灣））.
10. ↑  . TVBS. 2018-08-15  [2019-10-11]. （原始内容存档于2019-10-11）.
11. 1 2  . 工商時報. 2023-07-03. （原始内容存档于2024-01-14）.
12. ↑  陸委會.  (pdf). 行政院大陸委員會. 2015  [2020]. （原始内容存档 (PDF)于2019-07-22） （中文（臺灣））.
13. ↑  . 海峡两岸关系协会.   [2019-04-02]. （原始内容存档于2019-04-02）.
14. ↑  . www.arats.com.cn.   [2019-08-16]. （原始内容存档于2019-11-11）. 海峡两岸均坚持一个中国之原则，但双方所赋予的涵义有所不同"；"1949年以后，中国处于暂时分裂的状态，由两个政治实体分治海峡两岸"；"台湾固为中国之一部分，但大陆亦为中国之一部分
15. ↑  “對於海協會上述兩函，本會表示歡迎，並再次強調，兩岸事務性商談應與政治性議題無關，我方將根據「國家統一綱領」及國家統一委員會八十年八月一日對於「一個中國」涵義所作決議，加以表達。”. 财团法人海峡交流基金会.   [2019-04-02].
16. ↑  “因大陸方面提出「一個中國」的問題，未能達成共識，氣氛及時機均有所不宜，致使會談之舉行延宕甚久。直至十一月，雙方同意「一個中國原則」由兩會各自採用口頭方式表述後，本會始積極考慮此項會談之舉行。”. 财团法人海峡交流基金会.   [2019-04-02].
17. ↑  “我方已依在香港商談所得初步共識，並充分考慮大陸方面之意見，已在香港將協議草案面交大陸商談代表，大陸方面若有意見，請速函告，以利我方研究。”. 财团法人海峡交流基金会.   [2019-04-02].
18. ↑  “九二共识”文集 （页面存档备份，存于），第43頁，九州社 崧博出版社。“这位海协人士指出，此后，两会都认为经过协商达成了共识，构成共识的就是上述两段经过协商、相互认可的具体内容。”
19. 1 2 3  . www.arats.com.cn.   [2019-08-15]. （原始内容存档于2019-04-02）. 由上可见，海协与海基会就在事务性商谈中各自以口头方式表述“海峡两岸均坚持一个中国之原则”达成共识，是以两会各自提出、分别交给对方的上述两段具体表述内容为基础的，而不是不加约束的、单方面随意性的各说各话。对照两会的具体表述内容，海协和海基会各自向对方明确承诺坚持一个中国原则，追求国家统一；至于对一个中国的涵义，海基会说“认知各有不同”，海协说“在事务性商谈中不涉及一个中国的政治涵义”。这充分说明，两会从未就一个中国的政治涵义进行讨论，更谈不上就一个中国政治内涵的“各自表述”达成共识。换言之，双方以各自表述的方式表明坚持一个中国原则的态度是共识，而对一个中国的内涵，双方既未讨论，根本没有共识。
20. ↑  曹郁芬. . 自由時報. 2016-06-26  [2016-06-26]. （原始内容存档于2016-10-17）.
21. ↑  . www.new7.com.tw.   [2019-08-16]. （原始内容存档于2022-04-08）.
22. ↑  行政院大陆委员会.  (PDF). 民国104年7月  [2019-08-16]. （原始内容存档 (PDF)于2019-02-14）.
23. ↑  彭顯鈞. . 自由時報. 2016-03-10  [2016-06-26]. （原始内容存档于2016-05-11）.
24. ↑  廖漢原. . 中央社. 2016-06-26  [2016-06-26]. （原始内容存档于2016-08-12）.
25. 1 2  .   [2020-09-12]. （原始内容存档于2011-10-07）.
26. 1 2 3 4  吳介民. . 新新聞. 2015-11-26  [2015-12-27]. （原始内容存档于2016-01-05）.
27. 1 2  穩定與互惠─中華民國對「九九」澳門情勢的立場 附件七、對等、和平與雙贏 ──中華民國對「特殊國與國關係」的立場 （页面存档备份，存于），行政院大陸委員會，1999年8月1日
28. ↑  李淑華、吳燕玲. . 蘋果日報. 2006-02-22  [2016-05-09]. （原始内容存档于2016-05-12）.
29. ↑  台北論壇董事長、國安會前祕書長.  (html). 2014-08-13  [2019-01-18]. （原始内容存档于2014-08-13） （繁体中文）. 最淺、最近也最明顯的一層是「九二共識」。它是國民黨內部的共識，也是國共之間的共識。
30. 1 2 3  . 自由電子報. 2005-03-06  [2009-03-06]. （原始内容存档于2011-05-17）.
31. ↑  . www.xinhuanet.com.   [2019-08-15]. （原始内容存档于2019-08-15）.
32. 1 2 3  . 自由時報. 2015-11-13  [2024-04-14]. （原始内容存档于2024-05-04）.
33. ↑  中華民國行政院大陸委員會. . 中華民國行政院大陸委員會. 2011-12-09  [2018-05-27]. （原始内容存档于2018-05-28）.
34. 1 2  . 行政院大陸委員會全球資訊網. 2007-07-03  [2009-03-06]. （原始内容存档于2007-12-04）.
35. 1 2  [聯合新聞網 - 扁今爆料：當年險誤信有九二共識]
36. 1 2  [ 中時電子報 - 呂秀蓮：九二共識確實不存在]
37. 1 2  今日新聞 - 蔡英文：李登輝、辜振甫都說沒有「九二共識」！
38. 1 2  .   [2011-09-08]. （原始内容存档于2011-08-27）.
39. ↑  李淑華、吳燕玲. . 蘋果日報. 2006-02-22  [2016-05-09]. （原始内容存档于2016-05-12）.
40. ↑  . 中國國民黨.   [2019-04-01]. （原始内容存档于2019-04-01）.
41. 1 2  . 中共中央台办、国务院台办. 2016-07-12  [2019-04-01]. （原始内容存档于2019-04-01）.
42. 1 2  中国网. . 网易新闻.   [2017-06-07]. （原始内容存档于2017-08-13）.
43. ↑  自由時報. . 自由電子報.   [2015-03-05]. （原始内容存档于2018-12-11）.
44. 1 2  . 臺北市: 自由時報. 2017-10-11  [2017-10-11]. （原始内容存档于2017-10-11） （中文）.
45. 1 2  郭匡超. . 臺北市: 中國時報. 2017-10-10  [2017-10-11]. （原始内容存档于2017-10-10） （中文）.
46. 1 2  . 臺北市: 中國廣播公司. 2017-10-11  [2017-10-11]. （原始内容存档于2017-10-11） （中文）.
47. ↑  蘇起：九二共識 變形得我都認不出來 （页面存档备份，存于） 2019-01-10 聯合報
48. ↑  国民党两岸新论述：基于中华民国宪法的“九二共识” （页面存档备份，存于）.rfa.
49. ↑  . 环球网.   [2023-04-12]. （原始内容存档于2023-04-17） （中文）.
50. 1 2 3  .   [2011年12月7日]. （原始内容存档于2015年11月21日）.
51. 1 2 3 4  .   [2016-05-13]. （原始内容存档于2016-05-19）.
52. 1 2  .   [2011-12-09]. （原始内容存档于2013-01-06）.
53. 1 2  . NOWnews. 2011-12-26  [2012-11-12]. （原始内容存档于2012-04-16）.
54. 1 2 3   (新闻稿). 群策會. 2011-10-11  [2012-05-20]. （原始内容存档于2012-01-18） （中文（臺灣））.
55. 1 2  赵博. . 新华社. 2011-08-03  [2015-10-02]. （原始内容存档于2015-10-03）.
56. ↑  唐詩. . 民報. 2016-01-22  [2016-01-22]. （原始内容存档于2016-03-04）.
57. ↑  . 自由電子報. 2008-03-29  [2009-03-08]. （原始内容存档于2013-04-27）.
58. ↑  黃天才、黃肇珩. . 聯經出版. 2005: 第263頁  [2012-05-30]. ISBN 9789570828078. （原始内容存档于2015-05-02）.
59. ↑  . 自由電子報. 2001-11-06  [2009-03-06]. （原始内容存档于2011-05-17）.
60. ↑  陳榮傑將接駐俄代表 （页面存档备份，存于）, 自由時報, 2002年9月10日
61. ↑  陳榮傑：九二共識 包藏一國兩制禍心 （页面存档备份，存于）, 自由時報, 2011-9-12
62. ↑  和平協議 若沒納入國際安全體系 陳榮傑︰和平沒一撇 安全路先斷 （页面存档备份，存于）, 自由時報, 2012-12-31
63. ↑  . 自由電子報. 2008-09-08  [2009-03-06]. （原始内容存档于2011-05-17）.
64. ↑  . Nownews. 2015-05-07  [2015-05-08]. （原始内容存档于2015-05-09）.
65. ↑  鄒景雯. . 自由時報. 2015-05-11  [2015-05-11]. （原始内容存档于2015-05-12）.
66. ↑  李登輝. . 2011-12-23  [2022-06-08]. （原始内容存档于2022-06-08）.
67. ↑   (PDF).   [2021-02-06]. （原始内容存档 (PDF)于2012-05-10）.
68. ↑  . 自由電子報. 2008-10-25  [2009-03-06]. （原始内容存档于2009-06-18）.
69. ↑  中时电子报. . 中时电子报.   [2019-03-20]. （原始内容存档于2019-04-10）.
70. ↑  .   [2019-02-28]. （原始内容存档于2019-02-28）.
71. ↑  李仲維. . 聯合報. 2019-02-26  [2019-02-26]. （原始内容存档于2019-02-26）.
72. ↑  . 中央社. 2019-03-12  [2019-03-12]. （原始内容存档于2019-05-02）.
73. ↑  .   [2006-02-22]. （原始内容存档于2004-05-16）.
74. ↑  . 自立晚報. 2006-02-22.[永久]
75. ↑  . NOWnews.com. 2006-02-22.
76. 1 2  . NOWnews.com. 2006-02-21  [2009-03-06]. （原始内容存档于2011-07-14）.
77. ↑  中時電子報. . 中時電子報.[永久]
78. 1 2  .   [2011-09-12]. （原始内容存档于2011-09-08）.
79. ↑  .   [2006-02-22]. （原始内容存档于2004-05-15）.
80. ↑  .   [2006-02-22]. （原始内容存档于2004-05-16）.
81. ↑  中華民國第十任總統、副總統就職慶祝大會 （页面存档备份，存于）, 中華民國總統府, 中華民國89年05月20日
82. ↑  .   [2006-02-22]. （原始内容存档于2004-05-15）.
83. ↑  .   [2006-02-22]. （原始内容存档于2004-05-15）.
84. ↑  . 中華民國總統府. 2000-06-20  [2022-06-11]. （原始内容存档于2022-07-26）.
85. ↑  [hhttps://www.president.gov.tw/NEWS/2023 ]. 中華民國總統府. 2001-11-10  [2022-06-11]. （原始内容存档于2024-04-16）.
86. 1 2  . 自由電子報. 2008-04-02  [2009-03-06]. （原始内容存档于2008-06-06）.
87. ↑  .   [2006-02-22]. （原始内容存档于2005-03-21）.
88. ↑  .   [2006-02-22]. （原始内容存档于2012-09-13）.
89. ↑  . 自由電子報. 2008-01-03  [2009-03-06]. （原始内容存档于2008-04-17）.
90. ↑  . 自由電子報. 2008-01-03  [2009-03-06]. （原始内容存档于2008-04-30）.
91. ↑  . 自由電子報. 2008-01-03  [2009-03-06]. （原始内容存档于2008-05-02）.
92. ↑  . 自由電子報. 2008-03-29.[永久]
93. ↑  勁寒梅香記載 陳其邁：九二共識是蘇起2000年創見 （页面存档备份，存于）, 中央廣播電臺 Radio Taiwan International, 2011/8/24
94. ↑  . 中國國民黨.   [2019-04-01]. （原始内容存档于2019-04-01）.
95. ↑  . 新華社. 2013-06-13  [2014-02-15]. （原始内容存档于2014-02-23）.
96. ↑  . 星洲日報. 2013-06-14  [2014-02-15]. （原始内容存档于2014-02-21）.
97. ↑  . 新華社. 2013-07-20  [2014-02-15]. （原始内容存档于2013-12-09）.
98. ↑  . Taiwan News. 2013-07-20  [2014-02-15]. （原始内容存档于2014-02-22）.
99. ↑  . ETtoday. 2013-10-07  [2014-02-15]. （原始内容存档于2013-12-14）.
100. ↑  . ETtoday. 2013-10-10  [2014-02-15]. （原始内容存档于2013-12-14）.
101. ↑  . 中央社. 2013-11-25  [2014-02-15]. （原始内容存档于2014-02-22）.
102. ↑  邱國強. . 中央社. 2014-02-18  [2014-02-19]. （原始内容存档于2014-02-26）.
103. ↑  李文. . BBC中文網. 2015-01-17  [2015-01-18]. （原始内容存档于2015-01-21）.
104. ↑  謝莉慧. . 新頭殼. 2015-01-17  [2015-01-18]. （原始内容存档于2016-03-05）.
105. ↑  彭顯鈞. . 自由時報. 2015-05-04  [2015-05-04]. （原始内容存档于2015-05-06）.
106. ↑  周慧盈. . 中央社. 2015-05-04  [2015-05-04]. （原始内容存档于2015-06-23）.
107. ↑  林淑燕. . 中國時報. 2015-05-04  [2015-05-04]. （原始内容存档于2015-05-05）.
108. ↑  陳啟明. . 台灣蘋果日報. 2015-07-11  [2015-10-09]. （原始内容存档于2015-10-12）.
109. ↑  尹俊傑. . 中央社. 2015-09-29  [2015-10-09]. （原始内容存档于2015-10-11）.
110. ↑  陳郁仁. . 台灣蘋果日報. 2015-07-13  [2015-10-09]. （原始内容存档于2016-06-01）.
111. ↑  . NOWnews. 2015-07-11  [2015-10-09]. （原始内容存档于2015-09-12）.
112. 1 2  .   [2015-12-27]. （原始内容存档于2016-01-05）.
113. 1 2  .   [2015-12-27]. （原始内容存档于2016-01-05）.
114. 1 2  .   [2015-12-27]. （原始内容存档于2015-12-08）.
115. ↑  . 国务院. 中華人民共和國國務院台灣事務辦公室. 2000-02-21  [2019-01-02]. （原始内容存档于2017-06-12） （中文）.
116. 1 2  .   [2017-10-25]. （原始内容存档于2017-10-27）.
117. 1 2  .   [2017-10-25]. （原始内容存档于2017-10-25）.
118. ↑  .   [2018-11-26]. （原始内容存档于2018-11-26）.
119. ↑  .   [2022-09-11]. （原始内容存档于2022-09-24）.
120. ↑  2019年1月16日国台办新闻发布会 （页面存档备份，存于） 2019-01-16 人民网
121. ↑  .   [2011年12月7日]. （原始内容存档于2014年9月7日）.
122. ↑  .   [2011年12月7日]. （原始内容存档于2016年3月4日）.
123. ↑  海峡两岸关系协会研究部，“九二共识”的历史真相，2002-4-30
124. ↑  .   [2011-12-07]. （原始内容存档于2011-12-19）.
125. ↑  .   [2012-05-30]. （原始内容存档于2015-09-23）.
126. ↑  .   [2011-08-29]. （原始内容存档于2011-12-28）.
127. ↑  .   [2011-12-07]. （原始内容存档于2016-03-05）.
128. ↑  謝孟儒，錢其琛：兩岸對等 都是中國，中國時報，2000年7月19日，版4；錢其琛：大陸、台灣同屬一個中國，中國時報，2000年8月26日，版4。
129. ↑  錢其琛：大陸台灣同屬『一中』 包容性非常大，中國時報，2000年9月11日
130. ↑  王綽中，今在人大提出政府工作報告 朱鎔基重申對台新三段論，中國時報，2002年3月5日
131. ↑  連雋偉，聯大發言 唐家璇提一中新三段論，工商時報，2002年9月15日
132. ↑  .   [2011-12-07]. （原始内容存档于2008-05-12）.
133. ↑  .   [2011-12-07]. （原始内容存档于2012-08-16）.
134. ↑  .   [2017-11-02]. （原始内容存档于2017-11-07）.
135. ↑  .   [2011-12-08]. （原始内容存档于2015-04-02）.
136. ↑  .   [2011年12月7日]. （原始内容存档于2012年1月20日）.
137. ↑  赵静. . 海峡之声网. 2012-12-06  [2016-07-26]. （原始内容存档于2016-08-16）.
138. ↑  .   [2017-10-25]. （原始内容存档于2017-10-25）.
139. ↑  .   [2014-12-24]. （原始内容存档于2014-12-24）.
140. ↑  .   [2014年11月26日]. （原始内容存档于2014年11月29日）.
141. ↑   （页面存档备份，存于）“九二共识”的由来
142. ↑  .   [2017-05-22]. （原始内容存档于2016-09-04）.
143. ↑  .   [2017-05-22]. （原始内容存档于2017-01-11）.
144. ↑  .   [2018年3月6日]. （原始内容存档于2018年3月6日）.
145. ↑  . www.xinhuanet.com. 2019-01-02  [2019-03-20]. （原始内容存档于2019-05-02）.
146. ↑  . 中国日报网. 2019-01-03  [2019-03-12]. （原始内容存档于2019-05-02）.
147. ↑  . 蘋果日報.   [2019-01-02]. （原始内容存档于2019-01-02） （中文（臺灣））.
148. 1 2  蔡英文 [@iingwen].  (推文). 2019-01-02 –Twitter.
149. ↑  蔡英文籲台灣所有政黨　不要再講九二共識 （页面存档备份，存于） 2019.1.5 蘋果日報
150. ↑  .   [2019-01-16]. （原始内容存档于2019-01-16）.
151. ↑  . 中央社. 2019-02-27  [2019-02-28]. （原始内容存档于2019-02-28）.
152. ↑  . 蘋果日報. 2020-09-30  [2020-09-30]. （原始内容存档于2022-04-03） （中文（臺灣））.
153. ↑  国台办：“九二共识”核心要义无论何时都不能模糊和改变 （页面存档备份，存于）国台办 2021-03-31
154. ↑  .   [2022-06-29]. （原始内容存档于2022-07-13）.
155. ↑  .   [2022-09-14]. （原始内容存档于2022-09-14）.
156. ↑  . 新華網. 2003-01-23  [2011-12-02]. （原始内容存档于2011-01-01）.
157. ↑  . 人民网. 2019-01-03  [2019-01-10]. （原始内容存档于2019-01-07）.
158. ↑  . CNA.   [2019-01-02]. （原始内容存档于2019-05-02） （中文（臺灣））.
159. 1 2 3   (PDF).   [2015-08-21]. （原始内容存档 (PDF)于2015-09-24）.
160. 1 2   (PDF).   [2015-08-21]. （原始内容存档 (PDF)于2015-09-24）.
161. ↑   (PDF).   [2015-08-21]. （原始内容存档 (PDF)于2015-09-24）.
162. ↑  .   [2015-11-12]. （原始内容存档于2016-03-31）.
163. 1 2  .   [2015-05-06]. （原始内容存档于2015-04-21）.
164. ↑  .   [2015-05-06]. （原始内容存档于2015-09-30）.
165. ↑  .   [2015-04-29]. （原始内容存档于2015-04-18）.
166. ↑  .   [2015-12-27]. （原始内容存档于2016-01-05）.
167. ↑  .   [2015-12-27]. （原始内容存档于2016-01-05）.
168. ↑  陳志平. . 聯合新聞網. 2015-05-08  [2015-12-27]. （原始内容存档于2016-01-23） （中文（臺灣））.
169. ↑  邱明玉. . NOWnews 今日新聞. 2015-12-27  [2015-12-27]. （原始内容存档于2015-12-28） （中文（臺灣））.
170. ↑  . 中華民國總統府. 臺北市. 2019-01-02  [2019-01-04]. （原始内容存档于2019-01-04） （中文（臺灣））.
171. ↑  . 中央社 CNA.   [2023-05-27]. （原始内容存档于2023-05-28） （中文（臺灣））.
172. ↑  . 自由時報電子報. 2023-05-27  [2023-05-27]. （原始内容存档于2023-05-31） （中文（臺灣））.
173. ↑  . Yahoo News. 2024-09-10  [2024-09-17]. （原始内容存档于2024-09-20） （中文）.
174. ↑  .   [2015-08-05]. （原始内容存档于2017-01-08）.
175. ↑  .   [2015-12-27]. （原始内容存档于2015-12-28）.
176. ↑  .   [2015-12-27]. （原始内容存档于2016-01-05）.
177. ↑  Taiwanese Nationalist Party chief Eric Chu backs mainland reunion
178. ↑  .   [2015-12-27]. （原始内容存档于2016-01-19）.
179. ↑  . 美国之音.   [2022-06-08]. （原始内容存档于2022-07-14） （中文）.
180. ↑  正視中華民國事實存在、捍衛中華民國反對台獨、希望兩岸建立穩定長遠的和平協定
181. ↑  . 自由時報. 2022-05-15  [2022-05-15]. （原始内容存档于2022-05-15） （中文（臺灣））.
182. ↑  .   [2015-12-27]. （原始内容存档于2016-01-05）.
183. ↑  .   [2015-12-27]. （原始内容存档于2016-01-05）.
184. ↑  .   [2015-12-27]. （原始内容存档于2015-11-12）.
185. ↑  .   [2019-05-28]. （原始内容存档于2019-05-10）.
186. ↑  .   [2019-05-28]. （原始内容存档于2019-06-04）.
187. ↑  .   [2019-05-28]. （原始内容存档于2019-05-13）.
188. ↑  .   [2019-05-28]. （原始内容存档于2019-06-08）.
189. ↑  . 2020-03-18  [2016-10-30]. （原始内容存档于2020-03-24）.
190. ↑  黃福其. . 中時電子報. 2020-03-17  [2020-03-17]. （原始内容存档于2020-03-18）.
191. ↑  纽约时报. .   [2021-03-11]. （原始内容存档于2021-03-23）.
192. ↑  .   [2012-11-27]. （原始内容存档于2012-12-22）.
193. ↑  .   [2012-01-17]. （原始内容存档于2014-05-22）.
194. ↑  . 自由時報. 2015-05-05  [2019-01-02]. （原始内容存档于2016-08-19）.
195. ↑  . 新頭殼newtalk. 2015-05-04  [2019-01-02]. （原始内容存档于2016-08-17）.
196. ↑  . 蘋果日報. 2015-05-06  [2019-01-02]. （原始内容存档于2016-08-14）.
197. ↑  . 民報. 2015-05-06  [2019-01-02]. （原始内容存档于2016-08-25）.
198. ↑  . 自由時報. 2015-05-05  [2019-01-02]. （原始内容存档于2016-08-19）.
199. ↑  兩岸同屬一中 美聯社:朱支持終極統一 （页面存档备份，存于）, 公視新聞, 2015-5-5
200. 1 2  . 南方新闻网. 人民网. 2005--0705  [2017-01-05]. （原始内容存档于2017-01-06）.
201. ↑  . news.xinhuanet.com.   [2017-12-20]. （原始内容存档于2017-12-22）.
202. ↑  橘子很绿？ 橘营邱于珊：亲民党支持“九二共识” （页面存档备份，存于），华夏经纬网。
203. ↑  亲民党中央党部：政策綱領 （页面存档备份，存于），2018年8月查阅。
204. ↑  聯合新聞網. .   [2019-01-02]. （原始内容存档于2017-10-04）.
205. ↑  .   [2019-01-02]. （原始内容存档于2017-10-04）.
206. ↑  . news.ifeng.com.   [2019-01-02]. （原始内容存档于2017-10-02）.
207. ↑  . 自由電子報. 2009-01-03  [2009-03-06]. （原始内容存档于2009-05-15）.
208. ↑  .   [2012-12-21]. （原始内容存档于2012-01-03）.

## 外部連結
- 《什么是九二共识》新加坡联合早报
- 維基文庫：中共黨政軍機關企業學術機構團體旗歌及人員職銜統一稱謂實施要點（1992）
- 維基文庫：關於正確使用涉台宣傳用語的意見（2002）
- 吳介民：〈九二共識到底怎麼被塑造出來的？〉，《新新聞》，2015-11-26。